# 国鉄EF58形電気機関車
1. 旧EF58形の写真
2. EF18形の写真

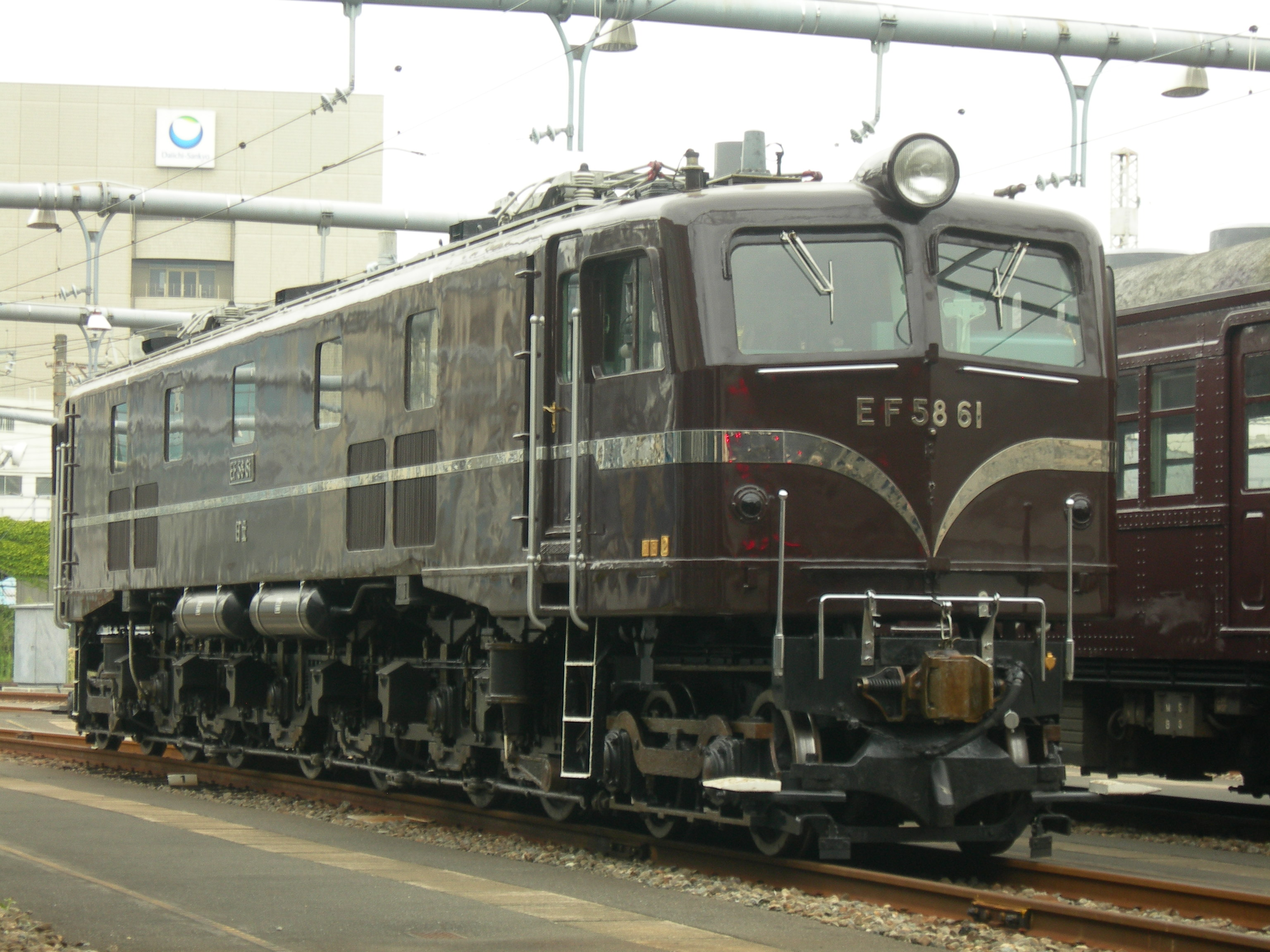
お召し列車牽引用の61号機

EF58形電気機関車（EF58がたでんききかんしゃ）は、 日本国有鉄道（国鉄）の前身である運輸省鉄道総局が製造した旅客用直流電気機関車である。
本項では、EF58形の半製品を設計変更して就役させた貨物用のEF18形電気機関車（EF18がたでんききかんしゃ）についても詳述する。

## 概要
終戦後に激増した旅客輸送需要に対応する機関車として1946年（昭和21年）に登場した。
1948年（昭和23年）までに31両製造されたところで諸事情により一旦製造中止となり、1952年（昭和27年）以降改良型として量産を再開した。以後、初期形車も車体載せ替えを含む仕様統一の改造を受け、1958年（昭和33年）までに合わせて172両が製造された。
根本的には戦前の省形電気機関車由来の設計を強化した旧式システムの機関車ではあったが、改良型は高速運転時の性能に優れ、特急列車の牽引にしばしば用いられた。流線形を取り入れた車体フォルム（デザイン）も手伝って、多くの鉄道ファンから「ゴハチ」の通称および愛称で親しまれている。
1950年代から1970年代にかけ、東海道・山陽本線や高崎・上越線、そして東北本線黒磯以南といった主要幹線において、旅客列車牽引の主力として用いられた。1980年代にほとんどが営業運転から撤退し、動態保存機的な少数の残存機も2000年代末までにほぼ運用を終了、2023年（令和5年）にお召し機の61が除籍されたことにより、形式消滅した。
なお、同時期の1947年（昭和22年）から1958年（昭和33年）まで製造された貨物列車牽引用電気機関車EF15形は、電気機器などの多くをEF58形と共通設計としており、車体の外見は著しく異なるが「兄弟形式」と評されている。

## 形態別概説

### 初期型
太平洋戦争中は旅客用電気機関車の新規製造は中止されていたが、戦後の急激な旅客需要の増大に加え、戦前形の機関車は戦時中の酷使によって疲弊が著しく、旅客用電気機関車は圧倒的に不足していた。このような事情から急遽製造されたものである。
1946年から1948年にかけて1 - 31号機の31両が製造された。当初は50両の機関車のうち、まず30両を発注してから、残り20両を発注する予定だった。
機器類の多くはEF15形と共用されており、特に動台車枠部分の設計は完全共通化されていた。

#### 性能
性能的には戦前最後に新造された旅客用電気機関車EF57形と同等の水準を狙ったもので、鉄道省の旅客用大型機関車の原則に沿った2C+C2の軸配置を採用し、MT41形主電動機を搭載していた。制御方式は戦前からの標準であった手動進段の単位スイッチ式、デザインも戦前からの伝統に則った「前後デッキ付の箱形車体」となった。EF15形の最初期型と共通の車体を持ち、機械室部分の側窓はEF57形の7枚から4枚に、側面通風器は6個から4個に減らされている。
しかし外見と額面上の性能こそEF57形に似ていたものの、その品質はEF57形とは全く異なるものであった。随所に代用部材や簡易構造が用いられ、戦時設計の貨物用機関車EF13形に近似した「準戦時型」車両で、粗悪と評しても過言ではなかった。唯一評価に値するのは、車軸の軸受けに初めてローラーベアリングを採用したことであったが、このローラーベアリングも当初は品質不良で発熱を起こすなどの問題を生じさせた。
- パンタグラフは電車用のばね上昇式PS13形で、強度にも難のある簡易構造。なお電気機関車用の空気圧作動式はコストや資材難から採用されなかった。
- 過負荷や短絡などの事故電流を遮断するために必要な高速度遮断器は高価で複雑なことから省略。
- ブレーキシューの作動は車輪を両側から締め付けるクラスプ式ではなく、簡易な片押し式。
- 車体外板は薄手でゆがみが多く、工作不良、等々。

また、EF57形に搭載されていた暖房用蒸気発生装置（SG）が省略されたため、冬季には別に石炭焚きボイラー付の「暖房車」を連結する必要があった。

#### 就役・増備の中止
品質が極めて粗悪だったために就役当初から故障や事故が頻発し、一時は製造中止措置や使用中止命令が出された時期もある。また、労働組合による乗務拒否運動もあった。
製造期間の途上で徐々に品質の改善は進められ、製造時期やメーカーによりデッキの段数や車体高さ、細部の仕様にバリエーションがあった。実際の製造はメーカーに番号を割り当てて進められたが、それぞれの資材調達・工程進捗状況に差があったために必ずしも番号順になっていない。最初に就役したのは、1946年10月落成の21号機（川崎電気・川崎車両）である。1948年の増備中断の時点で日立担当分の6・7号機、三菱担当分の14号機が未着工であり、それらは後述の東芝製の在庫車によって穴埋めがなされている。
1 - 30号機が製造途中の1948年に増備車20両の発注がキャンセルされ、結局31両が就役したところで製造中止となった。
特に増備車への対応が極めて早かった東芝（当時・東京芝浦電気）では、増備車の製造凍結が確定した1948年初頭時点で受注予定の31 - 38号機と見込み生産分1両を手がけており、既に4両が完成状態であったため、国鉄は他メーカーで未着工であった3両分を東芝に肩代わりさせ、31号機のみ増備車として引き取った。東芝でデッドストックになった5両分の車体がのちにEF18 32 - 34・EF58 35・36へ転用された。
1948年3月から翌年9月にかけて、高速度遮断器の装備や高圧回路の引き直し、一部車体の改造を行い保安度を向上させる改造が行われた。「第一次装備改造」とも呼ばれる。1948年1月までに製造された19両が対象になった。
のちに1953年から1957年にかけて行われた新造の半流線型車体への載せ替え改造で捻出された古い箱型車体は、凸型の簡易車体だったEF13形に機器ごと転用された。寸法がほぼ合致し両数もちょうど同じ31両で、全車の車体載せ替えが実現した。

### EF18形（32 - 34号機）
32号機から34号機は半製品状態だったものを設計変更して、貨物用機関車のEF18形電気機関車として就役した。
東芝府中工場で製造されていた32号機から34号機の3両は1949年（昭和24年）初頭には完成間近の状態だったが、ドッジ・ラインの影響で就役が保留された。その後2年間に渡って東芝でデッドストック状態に置かれることになった3両は、貨物用機関車として転用されることになった。
牽引力確保のため、歯車比をEF15形並の低速形としたが、先輪が多い分だけ動輪軸重が不足するため車内にデッドウェイト（約15 t）を積載して補った。このため旧EF58形では12.4 tだった動輪軸重は14.5 tに増加したが、先輪などの余剰重量が多いため絶対的な牽引力はEF15形よりも劣っていた。車体が補強されたほか、低速での重貨物牽引による負荷増大に備えて、抵抗器冷却のための通風口追加などの措置が施されている。また、デッキについても旧EF58形の簡易構造から、重連時に備えて先端部まで伸びた形態に変更された。EF58形の初期形が全車車体更新を受けた後も旧EF58形の外観を残す貴重な存在であったが、オリジナル形のEF58形に比べると機械室部分の側窓が7枚に増えており、新車体でありながら側窓の多い35・36号機との共通点が見られる。33号機は旧車体のEF58（後にEF13形に車体載せ替え）・18形で唯一、尾灯が内蔵式に改造されず、最後まで外付け式尾灯のまま運用された。
東芝府中工場で留置されている32・33号機の車体の写真が雑誌『鉄道ファン』1984年1月号に掲載され、側面のナンバープレートが確認されている。
形式と番号はEF58形として計画されていた番号をそのまま受け継ぎ、下一桁の8をそのままに直流旧型高速を表す50番台の「58」を直流旧型低速の10番台の「18」とした。この3両によりEF58形では32号機から34号機まで欠番が生じている。将来のEF58形への再改造を視野に入れていたようだが、最後まで実現しなかった。
1951年（昭和26年）5月に3両すべてが就役し、東海道本線などで貨物列車牽引や静岡県内の駅構内の入換作業の他、機関車の不足した機関区へ貸し出されて運用されたが、1979年（昭和54年）に浜松機関区で廃車され、すべて解体廃棄されており、現存機は存在しない。

### 改良型
1952年から1958年にかけて新規製造された35号機から175号機までの141両、および初期型の台車・一部機器を流用して1953年から1957年にかけて新造グループ同様の車体・性能に改造された1号機から31号機である。「新EF58形」とも呼ばれ、一般にEF58形と言えばこの形態を指す。
初期型EF58形とは「完全に別の機関車」に変化した外観となったが、「EF58形」の形式番号は継承された。兄弟形式であるEF15形も製造期間中に出力向上をはじめとする性能変更が多く生じているが、同様に一貫して「EF15形」の形式番号を継続している。

#### 開発の経緯
上越線は、1931年の全通時から清水トンネルを擁する水上 - 石打間が電化されていたが、1947年には高崎 - 長岡間の全線電化が完成し、160kmに及ぶ長距離電化区間となっていた。しかし上越国境の山岳区間を越える勾配路線であり、低速の貨物用電気機関車が旅客列車にも用いられていた。
その状況に変化が生じたのは、1952年に完成した高崎線電化である。これによって上野 - 長岡間 (270km) の連続電化運転が可能となった。平坦路線で、東京近郊の重要幹線でもある高崎線では、高速性能を備えた旅客用電気機関車が必須であり、高崎線内のみの運用については東海道線の旧型旅客機関車を転用して一部をまかなうことになったが、上越線直通の長距離列車牽引では上野-長岡間のロングラン運用も想定され、これに対処できる新たな旅客用電気機関車が求められたのである。
一方、日本の最重要幹線である東海道本線の電化区間は、戦前の1934年に丹那トンネルが開業して以来、長らく東京 - 沼津間に留まっていた。
戦後、輸送力の逼迫と石炭の供給欠乏を背景として沼津以西への電化が進展した。電化区間は1949年2月に静岡まで、5月には浜松へ延伸された。そして1950年代初頭には浜松 - 名古屋間の電化も目前となり、東海道全線電化の完成も視野に入りつつあった。この電化延伸にあたっては、東京地区の普通列車を電車化することである程度の電気機関車を捻出したが、それでも将来に渡って旅客用電気機関車の著しい不足が見込まれた。
折りしも日本は1950年の朝鮮戦争勃発を機に新たな経済成長期（神武景気）に入っており、また、1951年のサンフランシスコ講和条約によって進駐軍の支配を脱したことで、国鉄も自律的な経営方針を採ることが可能となっていた。このような情勢から同年より新型電気機関車の開発が開始され、1952年初頭よりEF58形として順次落成した。

#### 運用の拡大
1952年4月の高崎線電化に伴い高崎・上越線に就役し、相前後して東海道本線にも進出した。
なお、EF58形は高速性能優先で登坂能力が弱いため、急勾配の峠越え区間である上越線水上-石打間は、前部補機のEF16形を連結して通過した。
東海道本線電化は1953年7月に名古屋、1955年7月には米原へと西進した。そして1956年11月、最後の区間である米原 - 京都間の電化完成で、全線電化を達成する。また、東北本線も1958年4月に大宮 - 宇都宮間が電化され、翌1959年5月には黒磯までが直流電化区間となった。
EF58形はこのような情勢下で1958年まで大量増備され、1950年代後半の最盛期には、東海道本線の特急・急行列車、普通列車を問わず、客車列車のほとんどを牽引するまでに至った。

#### 車体

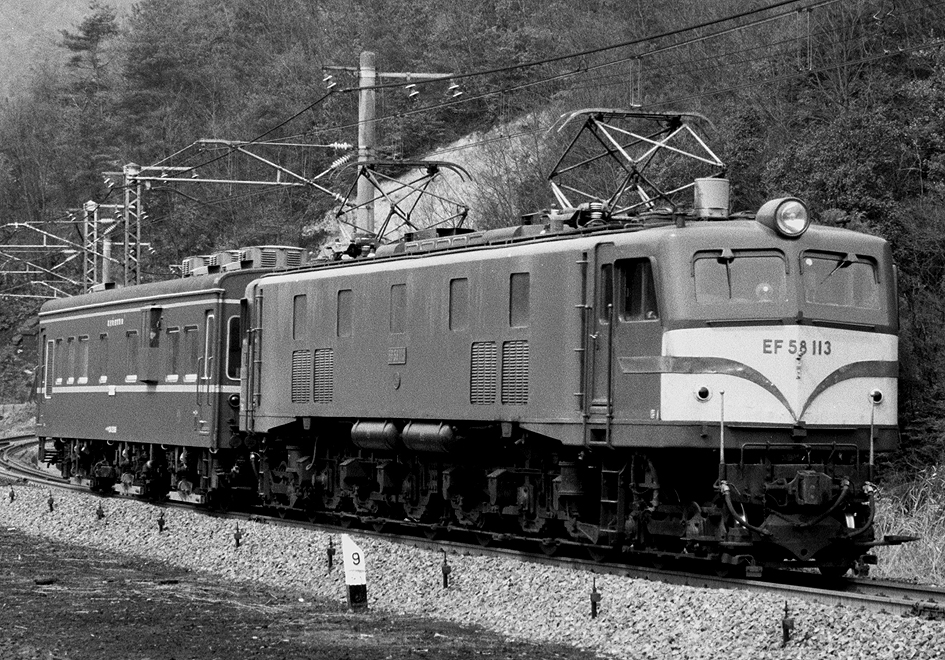
113号機牽引マヤ検（山陽本線瀬野 - 八本松間）（1984年撮影）

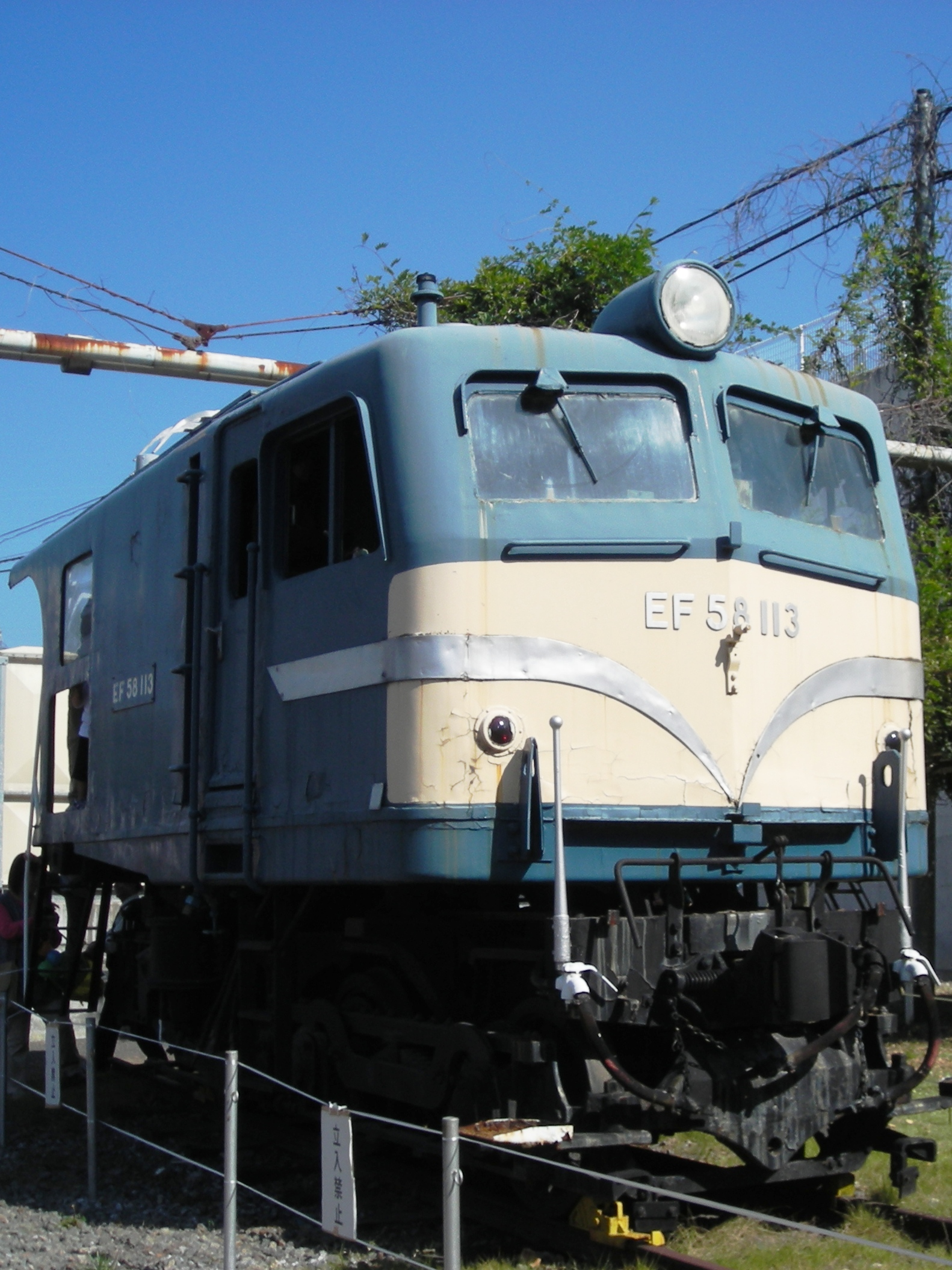
113号機（廃車後、運転台部分のカットボディ）（2002年10月撮影）

自動式の蒸気暖房用ボイラーを搭載するスペースを確保するため、デッキが無くなった分、車体が延長され、斬新な半流線型となった。
鉄道省→国鉄によって1920年代から1940年代にかけ製造されてきたすべての大型電気機関車は、蒸気機関車と同様に、長大な台車枠を相互に連結して土台とし、前後への牽引力もこの台車枠で受け持つ構造になっていた。車体については、台車枠の動軸部分上に短い車体を載せるのが普通であった。この車体は蒸気機関車のボイラーと同じで牽引力を分担せず、単に機器室外覆の役割を持つだけである。
台車枠前後両端に配置された無動力の先輪上は、乗務員の乗降や入れ換え作業時の要員搭乗に使われるデッキとなっていた。乗務員は車体妻面のドアから運転台に出入りしていた。
改良型EF58形では台車枠を土台とする古い構造自体に変化はなかったが、先輪上のデッキを廃し、車体を先輪上の車端いっぱいにまで延長した。戦前の流線型機関車EF55形で片側の流線型部分のみ車端まで車体とした例はあったが、F級機関車でデッキなしとして全長に渡る車体を載せたのは、日本ではEF58形が初である。結果としてはデッキ付車の車体が14m級だったのに対し、全長19m弱に達する長大な車体となった。
車体支持点位置の関係上、車端部まで中央部並みの車体幅とするとカーブ通過時に車両限界を突破してしまう。そのため、先輪上に当たる運転台部分は車幅が徐々に狭まる形となり、断面が小さくなって、車体の長大さを強調することになった。車端部幅員は2300mm程度に抑えられている。この運転台の前頭形状は、貫通扉を廃した半流線型の正面2枚窓となった。1950年下期から製造された80系クハ86形増備車のデザインの流れを汲む「湘南顔」である。デッキ廃止により運転台は車体の先端に位置することになり、乗務員の乗降は運転台直後に設けられた側面ドアから行われるようになった。運転台からの視界は広がり、正面デッキ扉の廃止で隙間風も軽減された。運転室自体も広くゆとりがある。もっとも、隙間風が減った反面で風通しが悪くなったため、盛夏期には運転室が非常に暑くなるというデメリットも生じた。その一方で車両限界内に収めるための運転席部分の車体の絞りが、連結作業の際に後方視界に影響し運転士が身を乗り出して後方確認をする必要が生じ、オーバーハング(台車心皿から運転席まで)の長さから揺れもひどいため、運転性能とは別に居住性に関しては機関士の間では不評であった。床の高さと前頭部断面の小ささ、屋根部から接合された外板の曲げ半径の大きさが重厚な印象を持たせる。一方で、正面中央にプレスラインが入り、窓部分に傾斜の付いた湘南形の形態は、正面窓下に双曲線を描くクロームメッキの飾り帯と相まって、流麗さをも兼ね備えていた。戦後形機関車らしい斬新な車体と、戦前技術の延長上にある古典的な台車枠の組み合わせは、この機関車の特徴である。

#### 製造メーカーによる差異
EF58形は、日立製作所、東芝、三菱重工、川崎車両、汽車製造、日本車輌の各所にて車体の製作が行われた。これらの製作所で製造された各車においては、装備の仕様共通化は図られており、目立って大きな差異はないものの製造メーカーにおける特徴のある部分がいくつか見られる。
1. 車体枕梁の形状差
全般検査時などにて車体を吊り上げる時にフックを掛ける枕梁の形状は、通常は逆台形のものが備わっている。しかし日立製作所製のもののみは、正方形に近い形のものが装備されている。また、例外的には旧車体を流用して誕生した東芝製の35・36号機の枕梁形状も日立製のものに類似したものとなっていた。なお、この枕梁はエアフィルター下、車体裾に装備されている。
2. 運転室屋根の形状差
本形式のイメージを大きく左右する部分が、車体前面部分の造形にあると言える。中でも運転室屋根の造形が異なる事に起因するイメージの差は、それぞれの機関車が運用地域における固有の装備を有するようになった末期において、近しい装備を有している車両があるにもかかわらず「1両1両が違う機関車」と言わしめる結果となった。
具体的には車体前端部分の屋根の傾斜に差があり、日立製作所製のものはその他のものに比べ屋根傾斜が浅く、端部において直線的に正面側に落ち込む形状をしており、その他のものは端部に向かって徐々に傾斜がきつくなっていく形状で作成された。
多くの車両が写真などに残されるなど、既に現存しない車両がほとんどではあるものの、その形状差から起因するイメージ差は明白で、特に斜め方向より正面を見た場合、屋根の厚い日立製は正面窓上のおでこ部分が広く男性的な印象を、その他のものは屋根の薄さにより丸みの強い、スマートな印象を受けることとなった。こと原型大窓機においてその差がハッキリとし、日立製61号機と川崎製64号機では屋根の厚みに起因する印象差は、とても大きなものとなっている[注 11]。
3. 排風ベンチレーターの形状差
本形式の屋根上に設置されるモニタールーフの両側には、機器冷却用の排風ベンチレーターが設置されている。一般的には屋根上機器の配置の関係で、1エンド側のものが2エンド側のベンチレーターより幅広のものが設置されている。
しかし川崎製の車体については、両側ともに通常の2エンド側と同サイズの狭幅のものが設置されている。そのため、通常はモニタールーフとベンチレーターの間隔は均等になっているものの、川崎製の車両についてはモニターと2エンド側ベンチレーターとの間隔が広くなっている。
川崎タイプの特徴を持つ、唯一の例外が改装機の18号機である。同車の車体は三菱が手がける新EF58の1号車であり、前面窓下部のRや先台車の端梁が未改造のままであるなど、試作車的な要素が見られた。
また、これとは逆に1エンド側の幅広のベンチレーターが両側に設置されている事例もある。これは、7枚窓の異型機であった35・36号機のみに見られたものである。
4. 装備改造工事に伴って発生した事例
1 - 31号機についてはデッキ付での出で立ちで製造されたが、のちの装備改造工事に伴って新型車体の載せ替えも同時に施行されたことは上述のとおりである。しかし、装備改造を施行したのが元々の製造工場によってのみ行われた訳ではなく、異なった製造メーカーにおいて実施された例が多々存在することとなった。例えば日立製である1号機は、装備改造を東芝にて行ったため、日立製車体の特徴を有さないものとなっている。その逆のパターンとしては、19号機が挙げられる。こちらは東芝製であるものの装備改造を日立にて行ったため、日立特有の車体を有するものとなっている。また、22・26号機の2両は川崎製でありながら日立での改装を実施したため特徴を全く異にする日立車体を有するものであった[注 12]。つまり、本項上述における製造メーカーの差異についての記述は、「装備改造実施車については一概に当てはまらない」と言え、このグループにおいては「車体改装工事を施行したメーカーに因るもの」であると言える。なお、改装後は車体外部には改装を行った業者の銘板が掲示され（例：1号機＝東芝）、運転室内に新製業者・改装業者・元の車体を架装したEF13形の車号を記した銘板が掲示されていた。

#### 暖房用ボイラー

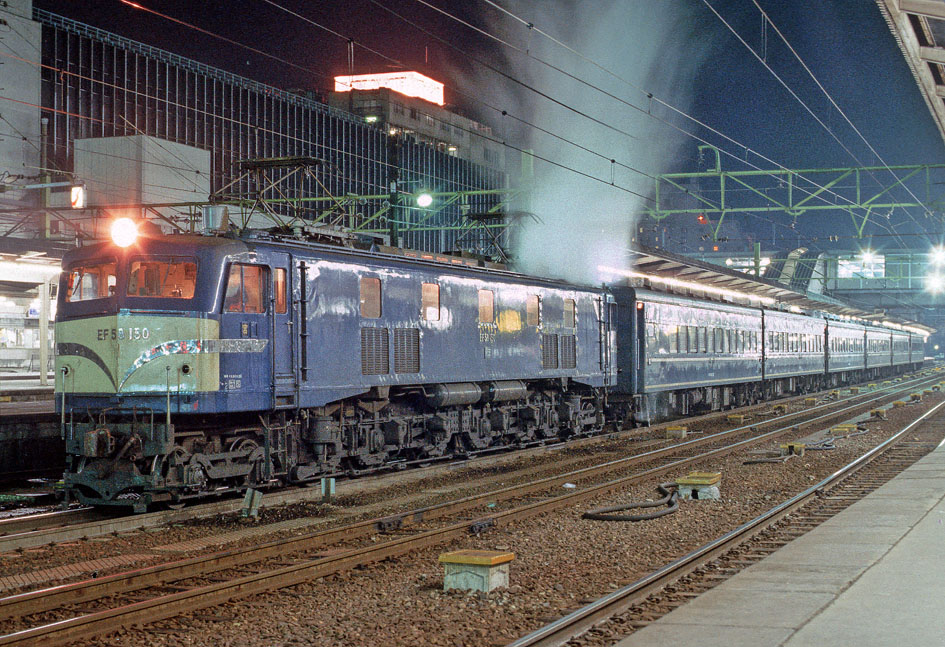
蒸気暖房運転中のEF58 150牽引によるスロ81系お座敷客車（1984年ごろ、広島駅）

改良型EF58形には暖房用蒸気供給のため、自動式の重油ボイラー（蒸気発生装置）が搭載された。冬期における客車の暖房は長らく蒸気暖房方式が主流であった。これは蒸気機関車の走行用蒸気の一部を流用して客車に引き通すものである。
1912年、信越本線碓氷峠に電気機関車が導入されると、冬季運行の旅客列車に対し、暖房用蒸気が供給できないことから、廃車となった蒸気機関車のボイラーを搭載した「暖房車」を別に連結して蒸気を供給した。この手法はその後の他線区における電気機関車牽引列車にも踏襲され、結果として暖房車は1970年代後半まで使用されていた。
しかし、暖房車は起・終点でつなぎ換えの手間が掛かり、また重量がかさむため、機関車には余分な重荷かつ輸送乗客減や、給水を必要とするために運転時間が長くなる原因となった。加えてその多くは石炭焚きボイラーを用い、電化された路線でありながらホームに蒸気機関車並みの黒煙が漂うこともしばしばであった。さらに、暖房車には専属の係員を乗務させる必要もあった。
これを嫌い、1925年から電化された東海道本線・横須賀線の普通客車列車の一部は、電気暖房装置装備の客車を使用し、機関車から直流1,500V電源の供給を受けて暖房を行っていた。しかし、電気暖房車は東京近郊のみの限定運用となっており、非電化区間に直通する大多数の客車は蒸気暖房のみの装備であった。なお、この東京地区1,500V電気暖房は、運用区間での電車への置き換え進展に伴って、1951年ごろまでに廃止された。
暖房車問題に対する一策として、1937年に開発された旅客用電気機関車EF56形は、機関車内に暖房用の重油焚きボイラーと水・重油タンクを装備する手法を初めて採用、これは1940年に登場した強化改良型のEF57形にも受け継がれた。これらにおいても係員の配備は必要で、改良の余地を残していた。
国鉄技師で1951年から静岡鉄道管理局の機関車課長を務めた西尾源太郎は、運用に当たる立場から、当時東海道本線で第一線の機関車として運用されていたEF56・57の車載暖房ボイラーがキャパシティ不足気味であると上申し、その意見がEF58形改良型の大型ボイラー搭載に繋がったという。
改良型の本形式に搭載されたのは、新たに開発された自動制御の水管式重油ボイラー「SG1形」である。EF56形・EF57形の煙管式ボイラーよりも高効率化され、かつ乗務員のボタン操作のみで簡単に扱えるという画期的なボイラーであった。開発にあたっては、汽車製造会社技師の高田隆雄の主導でアメリカのALCOとの技術提携が図られ、自動式車載ボイラーの技術が導入された。
このボイラーは、東海道本線の長大編成運用に供しても十分な暖房能力を備え、短編成の上越線運用ではオーバーキャパシティ気味と言われるほどのスペックを持っていたが、短期間で設計された急造の機器であっただけでなく、EF56形・EF57形のボイラーと全く構造の異なるものであったことから、東海道本線での運用開始に際しては浜松工場や東京機関区ほかで機器の講習や取り扱い訓練を行い、1953年夏から習熟を兼ねて一部列車で蒸気を送り洗面所に温水を提供するといったことも行われたが、同年年末からの本運用では燃焼不良にボイラーの水管破損、給水ポンプの異常による送水不能といった故障が頻発し、製造メーカー及び機関区や担当工場では常に対応に追われることとなった。
作家の内田百閒は、1953年の早春に（新）EF58形の牽引する上野発新潟行き急行「越路」に乗車したが、機関車のボイラーが故障したため、高崎で機関車が交換されるまで暖房が効かず、寒い思いをした。内田は、この時の旅を描いた作品『雪中新潟阿房列車』の中で、EF58形のボイラーがあまりにしばしば故障するので、関係者に「『冷凍機関車』とあだ名されている」旨を記述している。
このため、自動ボイラーは使用燃料や機器の変更を行っただけでなく1957年途中（104・105号機および115号機以降）から改良型のSG1A形に移行し、それ以前のSG1搭載機ものちにSG1Aに載せ替えている。このSG1Aはさらに改良され最終的には「SG1A改」となった。ボイラーの標準搭載は機関車運用の合理化に寄与し、本形式の運用範囲を著しく広げることになった。
SGがSG1からSG1Aに改良されたことに伴い、1エンド側屋上のSG排風口の形状が変更されている。（T型ガーランドベンチレータ左右2個から、2位側に大型のダクト型1個）
また、1956〜58年にかけて浜松工場担当の既存車にも排風口の改造が行われたが、鷹取工場担当の宮原機関区配置車には施工されなかった。その後、1970年から始まった電気暖房 (EG) 改造や、SGダクト化未施工車に対して追加改造が70年代半ばに施工されたが全車には及ばず、結局88・96・98・100号機は廃車まで原型のガーランドベンチレーターのままだった。
なお、1号機は試験的に蒸気発生量を増したSG2を搭載して運用されたことがあったが、後年にSG1Aへ戻されている。
EF58形が多数存在した時代には、工場へ入場した際に工期短縮という理由によって、別のEF58形から降ろされ整備済のSG装置へ振り替えを行なう事が多かった。後述のお召し機である61号機のボイラーも9号機→85号機→61号機と載せかえられたものである。
なお、のちに電気暖房装置が普及した東北本線系統などで運用される機では、ボイラーを撤去し「電気暖房化改造」を施されたものも存在した（後述）。

#### 電装部品
パンタグラフは電気機関車用として正式に設計された空気圧上昇式のPS14形となった。1955年ごろの製造車よりやや幅狭に改良されたPS15形に移行、またそれ以前のPS14搭載製造車で、検修・整備の関係でPS15形に換装されたものや、逆にPS15型搭載製造車がPS14形に換装されたものがある。この中で特異な存在であったのが、広島機関区にて所属・運用していた117号機で、1位側にはPS14が、2位側にはPS15が装備されるというものであった。製造当初からのものであったかは不明ではあるが、1975年に宇都宮運転所に転属してからは、どちらの側もPS14に揃えられて、一般的な形態へと改められた。また、末期になるとPS14・15形の部品不足、装備の統一化に伴うことによる、下枠交差式のPS22B形に載せ替えた例も生じた。
電装品の規格は戦前同様の良質な水準を回復し、高速度遮断器をはじめとする安全策も十分に取られている。主電動機は新開発のMT42形となった。公称定格出力は高くなっているが、在来型のMT38形等とは基本的に同型で、給電側の改善により、架線電圧1,500Vを前提にした設計が可能になり、そのぶん定格出力がかさ上げされたためである。それまで、国鉄では電車・電気機関車とも、架線による抵抗や起動時の電圧降下を意識して、架線電圧を10%減の1,350Vとして電動機出力を計算していた。とはいえ、戦中戦後期製造のMT38形に比して工作精度・部品などの質が格段に改善されている。初期型改造機については、旧電動機のまま就役したものもあったが早期にMT42形へ換装された。その後、MT42形に絶縁抵抗の改良を施したMT42F形がEF15に採用されたが、EF58でもEF15の廃車発生品を利用してMT42F形に換装された車両も相当数存在する。

#### 台車
台車の基本レイアウトは旧EF58形から引き継いだ古典的なものであるが、車体重量増加に伴い、担いばね追加などの変更がなされている。旧EF58形に引き続き、動軸・従軸の別なくローラーベアリング装備としており、長距離・高速運転に有利である。
主台車は、鋳鋼台枠にイコライザーで結ばれた板ばね支持という形態はEF57形までと同様であるが、構造簡素化のために基礎ブレーキ装置がEF57形までの両抱き式から片押し式に変更された。制輪子受けの構造が従来どおりであると1動輪当りの制輪子（ブレーキシュー）数が従来機の2個に対しEF58形は1個に減って制動力不足となるので、一つの制輪子受けに制輪子を2個装備する構造にして従来機と同等の制動力を確保している（兄弟形式のEF15形も同様の構造となっている）。また、主台車前部台枠は、従来の旅客用機はデッキがあったために幅広となっていたが、EF58形についてはデッキが廃止されたために先台車車輪の内側に収まる狭幅のものになっている。ただし、それまでに製造されていたEF57などと比べ、全体的に金属部分の設計が軽量化などの目的で薄くなっている部分もあり、金属疲労による主台車枠毀損などのトラブル収束に追われることになり、そのために廃車となった車両も存在する。
先台車は、EF57形までと同様のイコライザー式を継続して採用したLT221であるが、日立製作所で製造された5号機と28号機から30号機まで、および45号機については、保守の簡易化を目的とした試作の一体鋳鋼台枠をもつ先台車を装備していた。この先台車は、イコライザーが鋳鋼台枠内部に隠れており、なおかつ45号機を除いて台車端梁がないという独特の形態をしたものであったが、鋳鋼台枠の開口部が少なく注油や点検等の保守がしづらいといった欠点があったため後続車への採用はされず、また、45号機はのちに他のEF58形からの廃車発生品である通常の先台車に交換している。なお、鋳鋼先台車の形式も標準型と同じLT221である。

#### 前面窓

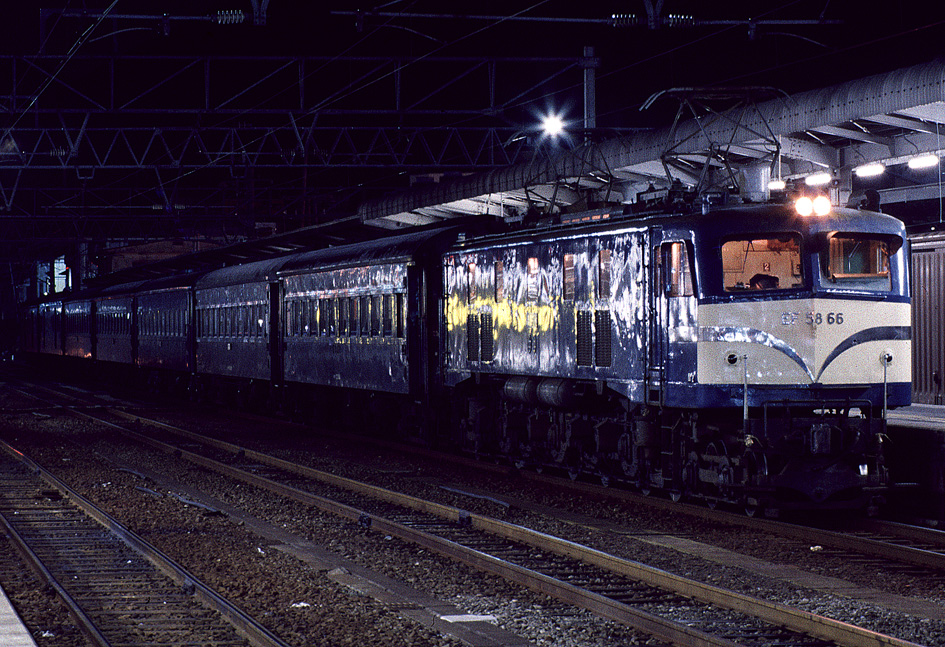
大型の前面窓で前照灯シールドビームのEF58 66牽引紀勢本線普通列車（1984年ごろ、新宮駅）

流線型車体となった当初のタイプは比較的大型の前面窓を備えていたが、改良型新製機グループでは第四次増備車として、1954年途中に製造の71号機以降については、運転室計器盤形状変更に伴って前面窓下辺が上昇し、上下幅が縮小された通称「小窓」となる。そのほか156・164 - 166・169 - 174号機は窓ガラスをパテ仕上げからHゴム支持へと変更されて製造・納品されている。また、31号機以前の車体乗せ換え機は更新時期に順じており、7・11・12・16・18 - 20・22・25・28・29・31号機は大窓、他は小窓で出場した。なお、いずれものちの改造でHゴム支持となったものが多いが、この際の作業時には、大窓機が対象となった場合、小窓型の前面窓をベースに下辺を上昇した改造が行われている。

#### 前照灯
前照灯は、旧型と同じ1灯式（初期生産型は単焦点150W電球を装備した、LP400形であるが、第六次増備型からは焦点調整式250W電球を採用したLP402形が採用され、のちに全機がLP402形へ変更となる）ながら、新型車体では屋根上中央部に埋め込まれた砲弾型のケースに、電球が内蔵された型のものとなった。のちには他形式の電気機関車や電車などと同様に、外枠部分を利用してシールドビームを2個並列に内蔵した形（俗称「ブタ鼻」）に改造されたものがあり、特に竜華機関区所属機は全機がこの改造を受けていた（上掲の66号機の画像も参照）。これは同機関区が受け持つ紀勢本線にトンネルが多いため、万が一の「球切れ」に備えての安全策であった。「ブタ鼻改造」は原型のイメージを大きく変えるためファンからは忌避されたが、同じ竜華機関区所属のED60形、EF15形や、本形式撤退後に配置されたEF60形にも同様の改造が施され、同機関区所属機の大きな特徴となっていた。

#### 耐寒設備各種

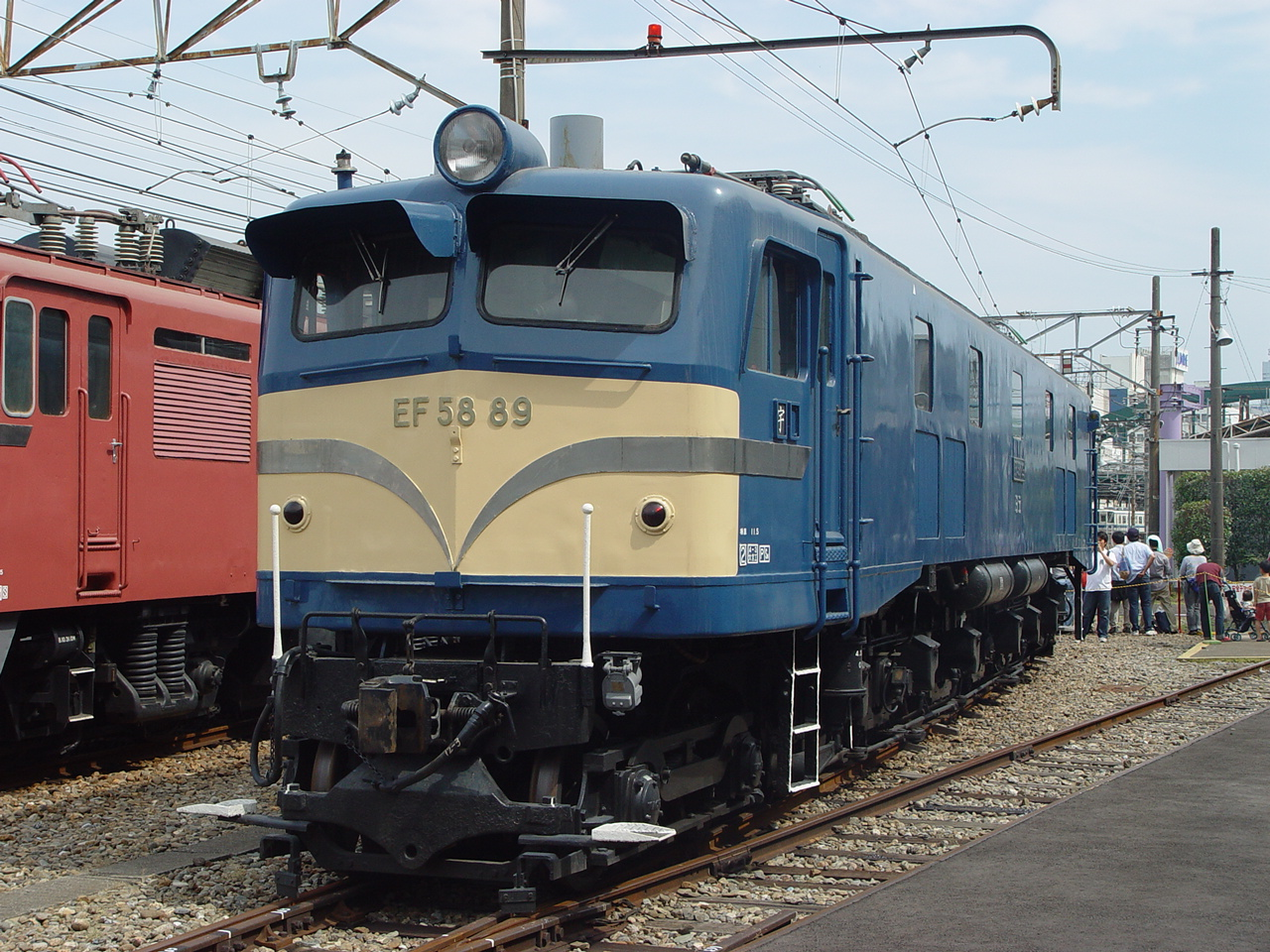
89号機 ひさし装備車（2004年5月29日、JR大宮工場にて撮影）

改良型EF58形の前面窓上には特にひさしは付けられなかったが、上越線に投入されたEF58形については、冬期にトンネル坑口から垂れ下がったつららによって前面窓ガラスが破損することを防ぐため、前面窓上につらら切りを兼ねた大きなひさしを装備するとともに、汽笛にカバーが取り付けられた。後年、温暖地に転属となった車両においては汽笛カバーが撤去されたものの、ひさしは日除けとしても有効であったため宮原機関区・米原機関区所属機の一部が車体整備時に鷹取工場で水切りに交換されたのを除いて撤去されなかったため、上越型の特徴を廃車になるまで残していた。また、この大型ひさしは車両によって形状に多少の違いがあった。
- 真横から見て、上辺が水平もしくは前方へ下がり気味のものが多かったが、59・88号機のように取り付け面に垂直で上向きに取り付けられていたものもあった。
- 真上から見て、線路と並行なものと前方へ開き気味のものがあった。
- 正面から見て、下向きコの字状だが、その角部のRが大きいもの、小さいもの、不揃いなものがあった。

ひさしの取り付けは、この他に広島工場で一部の車両について施工されたが、これは基本的に左右一体型の大型ひさしで、唯一上越線と同じ左右分割型を取り付けた63号機を含めて、目的も上越型のようなつらら対策ではなく、日除けを目的としている。
連結器下には線路上の排雪のためにスノープラウを装備することが可能である（7号機および35号機以降）。その取付部形状には多くのバリエーションがあり、スノープラウ自体も角度固定式や角度可変式がある。角度可変式は着脱が可能で、運転室下にある専用シリンダによってスノープラウの尖り角度を変更することが可能となっているが、取り付ける際には足掛けを撤去する必要があるため、東京機関区に配置され、通年取り付けていた88号機・124号機や、冬季の取り付けを考慮した宮原機関区の一部車両は、足掛けを前端梁に取り付ける改造が行われていた。
上越線で運用された車両（高崎第二機関区・長岡運転所に配置）では、保守・整備の簡便化のために通年取付の角度固定式に改造され、足掛けも前端梁取り付けに改造されている。この時、狭幅の前端梁を装備していた35号機は、スノープラウの固定化の際に標準幅のものに換装された。
車体側面下部の冷却風取り入れ口は本来金属製であるが、のちに温暖地配属のEF58形については新型機関車並みにビニロックフィルター化された。寒冷地運用のEF58形は凍結対策面で有利な金属製のままとされた。

#### ナンバープレート
改造後のナンバープレートは正面は全機が切り貼り文字となった。側面については当初は板式であったが、124号機と128号機以降は切り貼り文字に変更されている。なお、車体乗せ換え機の側面はすべて板式である。

#### ヘッドマーク掛け
この装備は、後に本線系統での特急列車をはじめとする優等客車列車を牽引するという使命を持たされた機関車であるが故のEF58における装備のひとつであるが、旧性能機関車の中ではこれを装備していた形式は稀で、デッキのない車体を有しているが故の、特徴的な装備の一つである。装備位置は、正面ナンバーの下部にヘッドマーク上部取り付け座が、正面飾り帯の交点部分に下部ヘッドマーク掛け座が設けられている。なお、前面ナンバー上部にあるフックはヘッドマークを装着するためのものではなく、球切れなどで前照灯を使用できなくなった場合に応急処置としてカンテラを吊り下げるための「前部標識灯掛」である。
ただし、この増設工事は172両すべてに整備されたわけではなく、ヘッドマークを掲げることのない急行列車をはじめとした優等列車の牽引仕業しかなかった浜松機関区における162 - 169号機や、高崎第二・長岡第二の両機関区に配置されていた131号機以降の車両を中心に、未装備のまま廃車となったものも多く存在した。また、装備されていたものの中でも異色な存在であったのが、広島機関区に配置されていた64・84号機の2両で、通常のヘッドマーク取り付け座が存在していたにも関わらず、新たに、正面ナンバー上部に設置されている前部標識灯掛を改造してヘッドマークを取り付け可能なようにし、それに伴い下部掛け座をかなり上部に増設している。このため、ヘッドマークを取り付けている時は他のものに比べかなり高い位置にヘッドマークが掲げられ、影響で車両ナンバーが隠れる形となるものとなっていた。

### 電気暖房改造
1950年代末期から地方主要幹線の交流電化が進展する過程で、東北・上信越・北陸地区の幹線については電気機関車に電源供給設備を搭載、列車には電気暖房装置搭載の客車を充当することが一般化した。暖房用ボイラーを搭載しないことで電気機関車の小型化や軽量化、更には水漏れによる機器の故障対策に効果があるためで、主変圧器の3次巻線から簡単に暖房用電源を取り出すことができる交流電気機関車のみならず、搭載機器が多く重量制限の厳しい交直両用機関車や直流機関車にも波及した。
ただし、九州や北海道については非電化区間直通列車も多く、蒸気機関車やディーゼル機関車との兼ね合いもあって蒸気暖房のままとなっていた。結果、1960年代以降に開発された電気機関車の多くが電気暖房仕様となったが、客車には蒸気暖房配管も残されたため、電源供給ができない場合は蒸気暖房も可能であった。
そして、東北・上信越地区の客車のほとんどが電気暖房装備となると、その区間専用の電気機関車に保守点検や給油給水の手間がかかる暖房用ボイラーを載せておく必然性が低くなった。そのために1970年代初頭以降、高崎・上越・東北本線（黒磯以南）などで限定運用される本形式機はボイラーを下ろし、代わりにサイリスタインバータを搭載して電気暖房対応型となった。
電気暖房改造車
35・50・51・58・59・70 - 73・84 - 87・89・90・102 - 110・114・116・117・119 - 123・130 - 137・141・144・145・151 - 154・168・172 - 175

### 昇降ハシゴのステップの改良
屋根上への昇降用のハシゴについては、それまでの箱型・デッキ付の旧型電機については妻面に設置され、デッキ上より安全に昇降ができていたが、非貫通・流線形の車体でかつデッキの廃された新車体EF58については車体側面に設置せざるを得なかった。一方で車輌接触限界の関係で外側に大きく張り出して設置することができず、手足を深くハシゴに掛けることができずに昇降の際、足を踏み外して転落するなどの危険性があり、乗務員他関係者から当初より不評であった。この不便を解消するため、車体側の側板を切り込む事で踏み込みの奥行きを確保する改造がなされた。施工期間は担当工場により多少前後するが、1960〜67年である。ただしこの改良工事は全車両に行き渡らず（広島・下関機関区を担当する広島工場では改造の予算が組まれなかったため）、原形のまま廃車されたものもあった。
原形のままであったもの
11 - 18・20・38・42・44・45・83 - 85・116・117・119

### EF58形の特殊型

#### 側面7窓機（35・36号機）

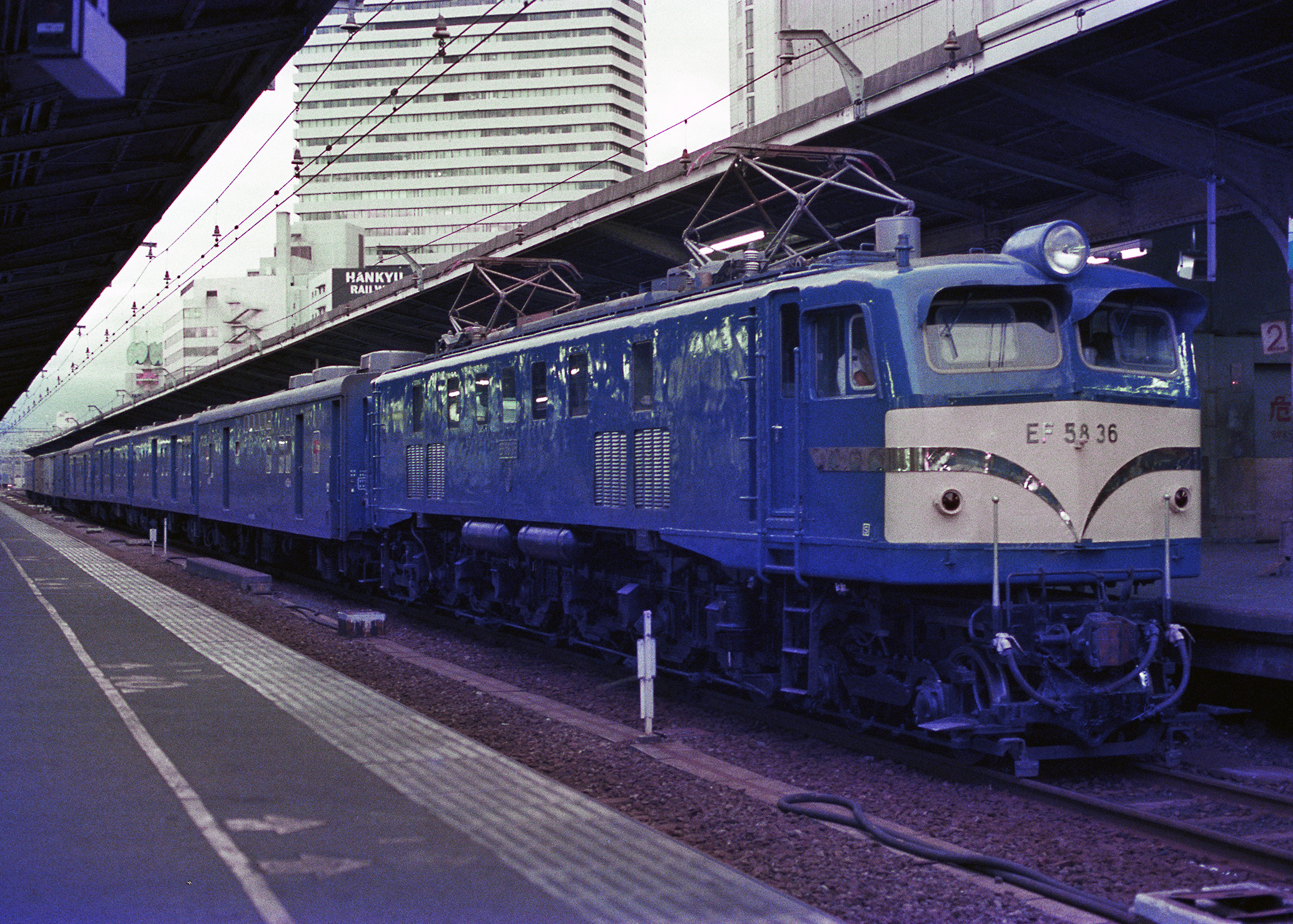
36号機牽引荷物列車（大阪駅にて撮影）

1949年に東芝府中工場で製造が始められた。のちにEF18形となった初期型EF58形の32号機から34号機に続く増備車であり、本来はデッキ付の初期型の形態で完成する予定だった。
製造中止によって未完成のまま放置されたが、この2両は32号機から34号機ほど工程が進んでおらず、1951年に至って流線型車体の改良型EF58形に改造され、就役することになった。その際、半完成していた旧型車体の両端を切断して流線型の前頭部を接合し、完全新製車体並みの仕上がりとしている。
しかし、完全新製の流線型車体は側面窓が5枚であるのに対し、旧車体は7枚であるため、流線型で完成した35・36号機もそのまま7枚窓を持つ車体として就役することとなった。
また、35号機は側面の乗務員室扉も旧車体の正面貫通扉を流用しており、他機とは窓の形状も異なっている。36号機は他機と同じ新製の扉が使われたが、車体整備時にFRP製に交換された。
35 - 39号機は、旧車体の一部車両と同様前端梁が狭幅だったが、35号機は、スノープラウを固定化した際に標準幅のものに交換されている。

## お召し列車牽引指定機（60・61）
改良型新製機グループでは第三次増備車での発注21両のうちの2両である、1953年に東海道本線名古屋電化用増備車として製造された車両である。

### 製造に至る経緯
60号機は、東京芝浦電気の製造（現・東芝インフラシステムズ）で製造番号301256、1953年（昭和28年）7月27日付で落成して国鉄納入後、1953年（昭和28年）7月30日付で浜松機関区に新製配属された。
61号機は日立製作所製造で、1953年（昭和28年）7月9日付で落成したのち国鉄へ納入され、1953年（昭和28年）7月17日付で東京機関区に新製配属された。
どちらもそれぞれの製造元に「お召列車牽引専用機関車」としての指名発注）のため、両社は名誉を懸けて製造・点検・社内試験も入念かつ厳重に行われ、極めて良好な状態で国鉄に納入された。予算は一般の本形式より130万円高い6,300万円であったが、上記の特別仕様や製造工程により両社ともに正確な金額は不明ながらも大赤字を覚悟の上で受注・製造したと伝えられている。両機は製造ロットでは第3次増備車として製造されているが、61の製造予定会社は本来は東芝に割り当てられており、日立に割り当てられていた当該ロット最終番号は54であった。東芝が60を専用機関車に付与する予定にしていたため、国鉄本社の指示で日立製造の車両と連番となるように、東芝：61と日立：54の車両番号を交換し、日立が61、東芝が54を製造した経緯がある。そのために本来なら61になる予定だった車両は54として1953年（昭和28年）7月12日に落成したため、53（1953年（昭和28年）5月28日、日立製）・55（1953年（昭和28年）3月12日、東芝製）より落成日が遅くなった。
それまでお召し列車牽引用の電気機関車としては、1934年製造のEF53 16・18ならびに1937年製造のEF56 6・7がそれぞれ重連で用いられていたが、車齢が高い上にEF53形は暖房用ボイラーを未搭載であることから冬期には暖房車を連結する必要があり、東海道本線電化延伸に伴う長距離運転では旧式なプレーン・ベアリングゆえ摩擦で車軸が過熱する恐れがあった。
このため、お召し列車運用を前提として、最初から「お召列車けん引に関する特別装備を有する車両」として量産機ながら特別に製作仕様書が作成されて発注製造された機関車である。本機の就役により、EF53形およびEF56形は1954年にお召し列車の牽引の任から解かれ他区所に転出するなどし、一般列車牽引にあたることとなった。

### 量産機との違いに関して
天皇の乗用列車を牽引するという非常に特殊な事情から、以下のような特別な装備が施されている。
- 運転上の安全策および製造時の特殊装備

1. 運転室前面の飾り帯を通常車両のニッケルメッキからステンレス製とし、前面飾り帯から結合するステンレス装飾帯を車体側面全長に渡り幅70mmで取付。
2. 連結器・タイヤ側面・ばねつり・ブレーキ引棒などを磨き上げて傷の発見を容易にするとともに装飾とした[10]。
3. 運転室前面裾部に国旗掲揚装置を取付るとともに、国旗掲揚用旗竿交差部分に竿を固定するための専用器具取付用のボルト2本を取付できるように加工[注 35]。
4. 運転室側面開閉窓下部に引き込み式の列車停止位置基準板を設置（運転室内から出し入れ操作を行う）。
5. 自動連結器に上錠揚止装置（連結器の開錠防止装置）を取付。
6. 製造当時に上市されたばかりの絶縁性の高いネオプレン樹脂被膜の電線を使用。
7. 前後運転室間に連絡用の送話管（伝声管）を設置 [注 36]。
8. 確実な速度監視のため助士席[注 37]にも速度計及び運転時刻表挿しを増設[10]。
9. 電動発電機 (MG) 用界磁抵抗器を増設し、故障時の代替として切り替え可能に。
10. 応急処置用の予備品箱と工具箱並びに予備非常時用器具箱を補機室内に用意。
11. 各回路に予備回路増設
12. お召列車運行時の添乗員用として[注 38]補助椅子の増設。
13. 乗務する機関士・副機関士・担当区間を管理する鉄道管理局の機関車課長の担当職務及び氏名を記載した名札を掲示するための乗務員札入れ乗務員名札入れ　写真は60号機のもの

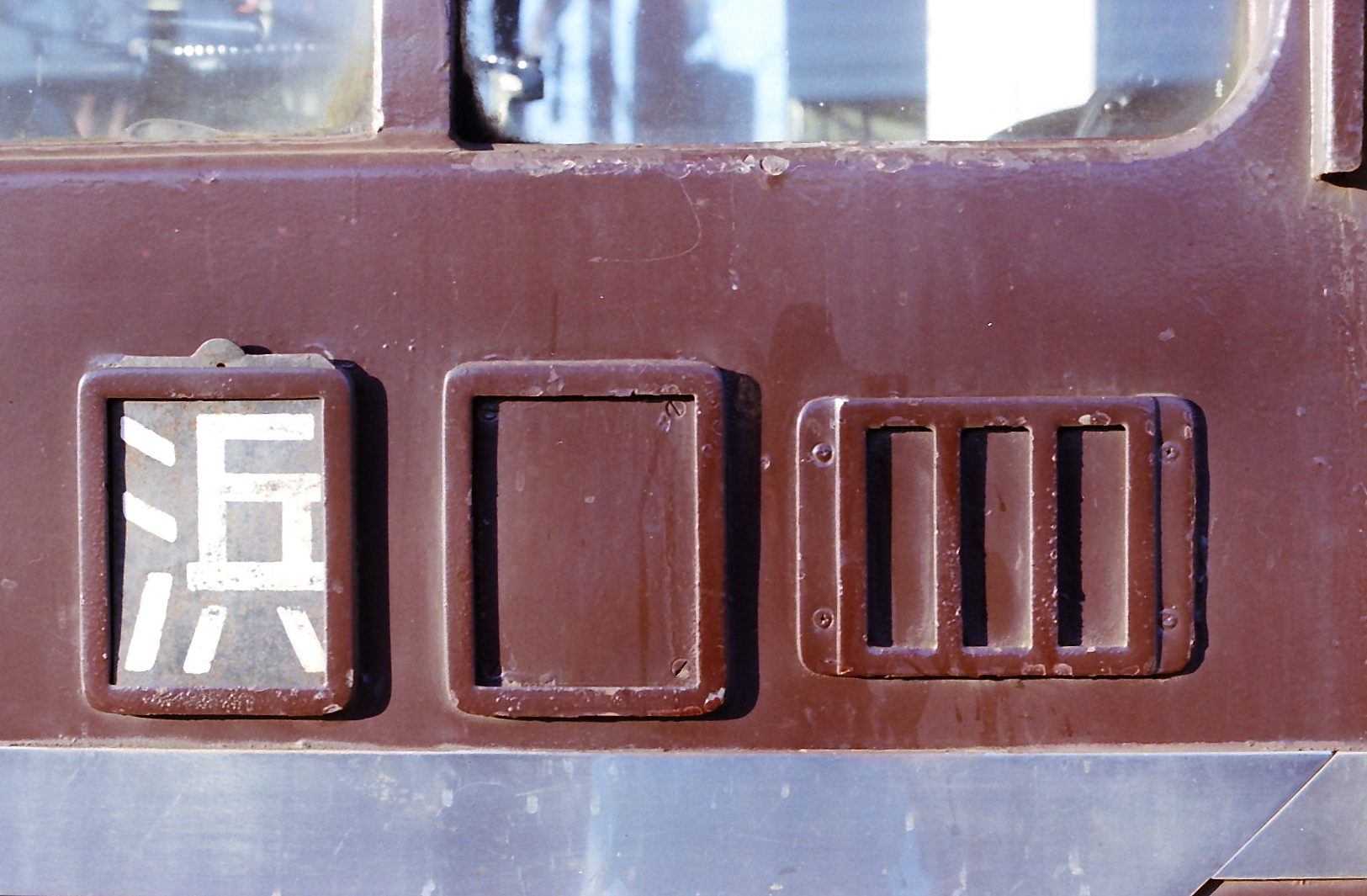
乗務員名札入れ　写真は60号機のもの

14. 連絡設備　供奉車（車掌・随行員・警備要員の乗車する車両）との連絡用有線電話接続装備を1エンド側連結器右、2エンド側連結器左に設置 [注 39]。

また、両機に共通する新製時からの外観の変更点として多数公開されている写真等から、すぐにわかる部分だけをあげても以下の通り。
1. 前窓上部に水切りを取付（形状変更が数回されている）
2. ワイパーの変更工事（KW3D→WP35→旧型WP50→改良型WP50と変更される）
3. 運転室扉横の側面昇降梯子段の切込み改造を実施
4. ATS関連の保安装備追設及び信号煙管・無線機用アンテナなどの新規取付（61は最終的にはJR東日本型　ATS-P・Psに変更されている）
5. 前照灯を150W単焦点型のLP400形から250W複焦点型LP402形（自動車のようにハイ・ローの切り替えが可能）に交換工事
6. SG1吸排気ダクトがガーランド型から箱型ダクトに変更
7. 車体前面窓下に作業員用のメッキ製手すりおよびステップの追設工事（国旗掲揚装置の邪魔にならないように切り欠き加工が行われている）
8. 台車端前面部分に誘導員用のステップ及び握り棒の追設工事
9. 列車無線車載機の取付台座（当初の本体は可搬式で運転席前面窓中央部分に設置。なお全列車に列車無線装備が義務付けられたのちは、運転席時刻表挿し部分に本体が常設装備化され、最終的に61号機にはJR東日本が採用したデジタル無線通話装置に変更され、運転席左側に機器が設置されている）

増備車の仕様変更に合わせてその都度追加された。
さらに、両端の運転台前面には国旗掲揚器具を装備し、EF58形の特徴である前面の飾り帯は磨き出しのステンレスとして車体側面全周を取り巻くデザインとしている。さらに区名札及び仕業札入れの横に乗務員札入れを装備した。これはお召し列車牽引専用指定機および過去にお召運行を担当した車両を識別するポイントである　　。塗色は、当初は60 61も他車と同じくぶどう色2号であったが、61は1966年3月より新1号御料車編成と釣り合う「暗紅色（ため色）」と呼ばれるお召し機専用色とされた。ステンレス製の握り棒の移設（116が東京機関区へ1957年(昭和32年)3月に日本車両製造が「戦後初の国鉄電気機関車納入記念」として特別に装着されて納入・新製配置されたものを、61のお召装備の一つとするために116の握り棒を通常型と交換した。このステンレス製誘導握り棒は、61のお召列車運行装備品として国鉄時代はお召し列車牽引時だけ装着されていたが、民営化後のお召列車運行後は常設となる。台車枠に取り付けされている部分に当該車両である「EF58 116」の刻印がされている。

### 運用開始以降のお召し列車けん引に関して
61が初めてお召し仕業に充当された1953年10月19日、松山で開催される国体の開会式及び四国・岡山行幸に出発するため東京駅ホームでお召列車に乗り込む際に国鉄関係者から新製電気機関車の説明を受けた昭和天皇は、列車出発前の東京駅ホームで先頭部まで歩いて行き同機を間近に見たと引用文献及び注釈引用文献にて記載されている。機関車が（天皇自らの意向により）天覧に浴したのは希な事例である。日立製作所が保存している写真には昭和天皇・香淳皇后夫妻が同機を見学している姿が残されている。
61が東京機関区、60が浜松機関区に分割配置された背景には、1953年7月21日に東海道本線が名古屋までの延伸電化と、長距離走行に向かない構造で製造されていた時代でもあり、東海道線全線電化以降は関西方面へはほぼ中間点に位置する名門機関区である浜松で機関車交換をし浜松所属の60が浜松以遠を担当する計画があったためとされる。
しかし、実際には落成後5年ほどは東海道本線でのお召列車運行時の上りと下りで両機を使い分けた。60単独の牽引に関しては、東海道本線における復路専用機関車としての導入直後の1953年10月28日（この時は稼働状況に不安があったSG1は使用せず、暖房車スヌ3122を機関車次位に連結した）の名古屋 - 東京間から1958年10月27日の岐阜 - 東京間のお召列車牽引が本務機しては最後となる。この日以降60のお召列車本務機としてのけん引記録はない。その後は東海道新幹線開業までの東海道本線走行時は61が本務機、60が予備機とされ、東海道新幹線開業前にお召し列車が関西以西に運行される場合は、京都御所内の宿泊所に宿泊されることが大半であり、EF58投入後のお召し列車に関しては夜行運用は行われなかった。また、蒸気機関車と異なり電気製品であることから、お召し列車運行がない時でも定期的に絶縁破壊を防ぐための通電を行い、故障防止を兼ねて毎月数回は定期的に一般の列車牽引にも用いられた。
なお、60の正規のお召列車けん引回数は5回、皇太子（現上皇）が昭和天皇の名代として列席した英国エリザベス女王の戴冠式より帰朝奉告に伴って運転された伊勢神宮神武天皇陵ほかの山陵等参拝・報告に伴う、1953年11月9日運行の復路ご乗用列車のけん引が1回となっている（この他に、けん引予定だったが、天皇・皇后の行動予定変更で飛行機による帰京となったことが2回あり、お召列車けん引ダイヤのまま随行員や関係者・荷物の輸送の為に1号編成を運転したことが引用文献より2回あることが明らかになっている）。また、原宿宮廷専用ホームへの入線は1956年（昭和31年）11月2日の一回限りとなっている。
引用文献で本形式のお召列車けん引専用機製造計画に携わっていた当時の国鉄本社運輸局の西尾源太郎によると「両機ともお召専用機として発注したが、お召本務機の中心は61号機であり、60号機はお召本務機は努めるものの、その役割は補佐的なものとした」と語っていることが記載されている。
この他に、東京機関区では別に73を予備機に指定していた。予備機指定解除後に宇都宮運転所に転属して、一般色変更及び電気暖房改造され一般列車の運用にあたった。
73は60同様にぶどう色2号の塗色で、1エンド側連結器右、2エンド側連結器左に供奉車との有線電話連結栓を装備していた。なお運転席内部構造などは公的な履歴簿等の資料がなく詳細が不明であるが、有線電話連結栓および運転席区名札入れ横に乗務員札入れ、国旗掲揚装置を装備している写真が多数公開されていることから、後述する172の整備指示書に記載されている内容に近い整備がされていたのではないかと推測されている（一般形EF58での乗務員名札入及び有線電話連結栓は判明している部分でも172と73のみに装備されている）。
東海道本線運行時は60がいるが、東北・高崎・上越線方面は各地の鉄道管理局において非常救援機を兼ねて73を含む本形式を待機させておくことが通例となっていた。
60と61の相違点として製造メーカーの違いによる、主台車枠や車体の細かな部分における作りの違いと車体長の違いがある。台車枠に関しては、従台車部分の主台枠に補強と車体へのブレーキシューと鉄粉や雨水などの飛散物を防ぐために二軸従台車上部に「先輪覆い」と呼ばれる部品が装着されているが、60は従輪ごとの分割式であり、61は従台車ごとカバーする一体型となっている。車体長関係では、1956年3月31日付国鉄名古屋鉄道管理局報（乙）号外『1956年4月5日 名古屋鉄道管理局　お召列車けん引機関車寸法・機関車及び同乗務員運用』によると、「（原文ママ）機関車前端りょうから後部自連の連結面まで」EF5861　19,514ミリ、EF5860 19,560ミリ。「機関車に附した停止目標から後部自連の連結面までEF5861　18,640ミリ、EF5860 18,250ミリ」と記載されている。これは、乗務員交代駅における乗務員待機位置及び天皇・皇后への奉迎者に対する配慮のほか、御料車の乗降口に敷かれている絨毯に合わせるため、機関車の停止目標を設置する際に必要な数値であり、停車駅ではこれらの通達を基に停止位置表示板を設定していた（一部の停車駅では操車係が停車位置で旗を提示していることもあるが、原宿宮廷ホームではホームに61を基準にした停車位置表示線が書き込まれている）。
また、本車両に限らず、お召列車けん引機関車には所属区の検修担当者である技工長及び技工が後部運転室（電気機関車の場合）に添乗する規定になっている。『1956年11月2日運転　名古屋鉄道管理局：お召列車機関車運行・仕業』『1956年11月2日運転　名古屋鉄道管理局：米原機関区　お召列車予備機関車運行/お召機関車添乗者表』には『お召機関車浜松区EF5860号の添乗者氏名』として浜区（浜松機関区の略称）技工長　○○　○○　同技工　○○　○○　（米原 = 原宿間）と記載されている。当然ながら正機関士・副機関士・機関助士・SG担当機関助士の名前が担当職務と共に記載されている。
両機はお召し列車運転時には運行が決まった時点で工場入場の上で車体の再塗装や搭載機器の入念な整備を行い、試運転の度に各部の機器を基準値に合致させる整備を行い、お召列車運行当日には、前面に国旗を飾り、御料車編成の牽引に充当された。
本務機の61は昭和天皇のお召し・ご乗用列車を100回以上牽引した。その他、お召し列車が直流区間以外で運転される時の1号編成回送にも接続駅までは61が牽引に指名されることが多かった。
60は1967年5月、浜松で踏切事故の被害を受け2エンド側左台枠を折損し、直ちに修復が行われた。また、東海道新幹線開業後は東海道本線でのお召列車運行回数も激減し、60の必要とされる運行も皆無となったため、1973年にお召し指定解除された後は一般機と同じ扱いとなり、車体塗装の変更は廃車までなかったが、一般機と同様に側面フィルタのビニロック化、正面窓小窓Hゴム支持化などの改修工事が段階的に施工されている。
1979年の愛知県植樹祭関連行幸では久々に60が予備機に指定され、岡崎駅構内に待機の上、運行線区の一部であった愛知県植樹祭会場最寄駅となる岡多線（現・愛知環状鉄道線）新豊田駅の単線行き止まり式配線（現在は全線開通に伴い2008年に複線化されており解消されている）の関係により機関車を付け替えることができない構造だったため、お召し運転の終了した61＋1号編成の回送では、お召列車を後追いする形で走行してきた60を編成後部に連結し、1号編成前後に機関車を連結するプッシュプル形式運行を60が先頭の回送列車運行を61と行った。
その後、所属する浜松機関区が長距離運用を主に担当する機関区であったため、お召指定機解除後の一般機と同様の長距離走行による過走行による老朽化での故障や余剰車両の発生により、1983年5月18日付で廃車となり大宮工場へ回送の上、6月2日に解体された。浜松機関区所属のEF58の中では最初に廃車されたグループに属し解体は最初に行われた。
なお現在、同機の側面にあったナンバープレートと製造銘板の片側および前面ナンバープレート部分を切り取ったものはさいたま市大宮区にある鉄道博物館に保管・展示されている（もう片側は東海旅客鉄道の浜松運輸区にて非公開で保管されている）。
60が廃車・解体された後も61は1号編成の牽引機として稼働を続け、1987年の国鉄分割民営化に際し、国鉄から東日本旅客鉄道（JR東日本）田端運転所へ承継された。以降の動向については下記#EF58 61項を参照のこと。
61は東京機関区に新製配置されてから東京機関区の車両無配置化まで一貫して同区に配属されているが、1度の貸出歴と施設の廃止や運営会社の変更等の事情による2度の異動歴がある。
東京機関区車両無配置化による新鶴見機関区への異動、民営化による旅客鉄道会社向けの車両分散再配置による田端運転所への異動歴を除くと、一度だけ東京機関区から正式に貸出されお召列車牽引時に他区所所属機関車としてその機関区の区名札を挿して運行されたことがある。これは1971年10月の和歌山国体開会式行幸啓に伴うお召列車運転時に際し同年10月23日 - 26日の間に竜華機関区への正式な貸出措置手続きが取られ竜華機関区所属機関車としてお召列車けん引をしている。
これは、本来は直流電化区間はどの線区であっても平坦線を中心に走行できる区間では回送も含めすべて61の自力運行で東京機関区の臨A1仕業と呼ばれるお召運用として行われる（ただし運行する機関士はそれぞれの線区を担当する線区を担当する機関区の正・副機関士）が、このときは回送の途中線区に非電化の貨物線区間が存在したため自力での直通運転ができず、吹田（操）－竜華操車場間（現在のおおさか東線を含む区間）がディーゼル機関車による回送を必要としたことから、国鉄本社が本運用含む全線自走またはパンタグラフを上げての走行をすることとの原則に反するとして、この間のみ東京機関区から竜華機関区への貸出手続きが行われた。このため、61の車両履歴簿所属移動歴は東京区新製配置⇒竜華区貸出⇒東京区返却⇒（東京区車両無配置化のため）新鶴見区異動⇒（民営化による管理会社移管のための）田端所異動の記載となる。

### EF58 172によるお召し列車牽引
1982年5月21日に栃木県で開催された植樹祭のため運転されたお召し列車では、東北本線から日光線に入線するために方向転換が必要であることから、日光線内では専用指定機でないEF58 172（宇都宮運転所所属）が牽引機として指定された。同機はこのお召列車けん引に先立ち1982年（昭和57年）3月に大宮工場に臨時入場し、お召整備が施工された。その内容として「車両検査請求書」には次のような施行指示が記載された。
1. 車体塗色をぶどう色2号へ変更。
2. 車体前面飾り帯メッキ塗装。
3. 通話電話取付（接栓・配線とも）。
4. 助手席側時刻表挿し・速度計取付。
5. 前面国旗掲揚竿取付金具取付。
6. 名札差し取付。
7. 停止位置矢印取付。
8. パンタグラフ及び台車各部ペンキ塗装。

しかし、実際には作業指示の不徹底により通常の一般色塗装で出場することとなり、一般色かつお召専用機以外のEF58がお召列車の先頭に立った唯一の事例となった。
本機は1985年に廃車された後、高崎運転所（現・ぐんま車両センター）構内に保存されたのち、1999年に群馬県安中市（旧・碓氷郡松井田町）に開園した碓氷峠鉄道文化むらにお召し列車牽引時の装備・塗色を再現した状態で保存されている。

## 塗色
長年にわたって使用されたことから、塗色には幾多の変遷がある。

### ぶどう色・ため色
当初は、全車とも一度は戦前以来の電気機関車標準色である焦げ茶色（ぶどう色2号）単色であった。
廃車までぶどう色2号を保ったのは、元お召し列車用の60号機のみである。お召し列車用の61号機は1965年ごろより、大宮工場で独自調合された深紅色（ため色）となっている。60・61号機には、前述のとおり車体側面にステンレスの飾り帯がありアクセントとなっている（お召し列車牽引指定機（60・61号機）の項を参照）。東京機関区のお召予備機だった73号機は、1965年ごろに一度新標準色に変更されたが、お召予備機ということで再度ぶどう色2号に変更され、1971年に宇都宮機関区に転属した後の最初の定期検査で新標準色で再塗装されるまで、ぶどう色塗装を維持していた。

### 青大将色とその先行試験色

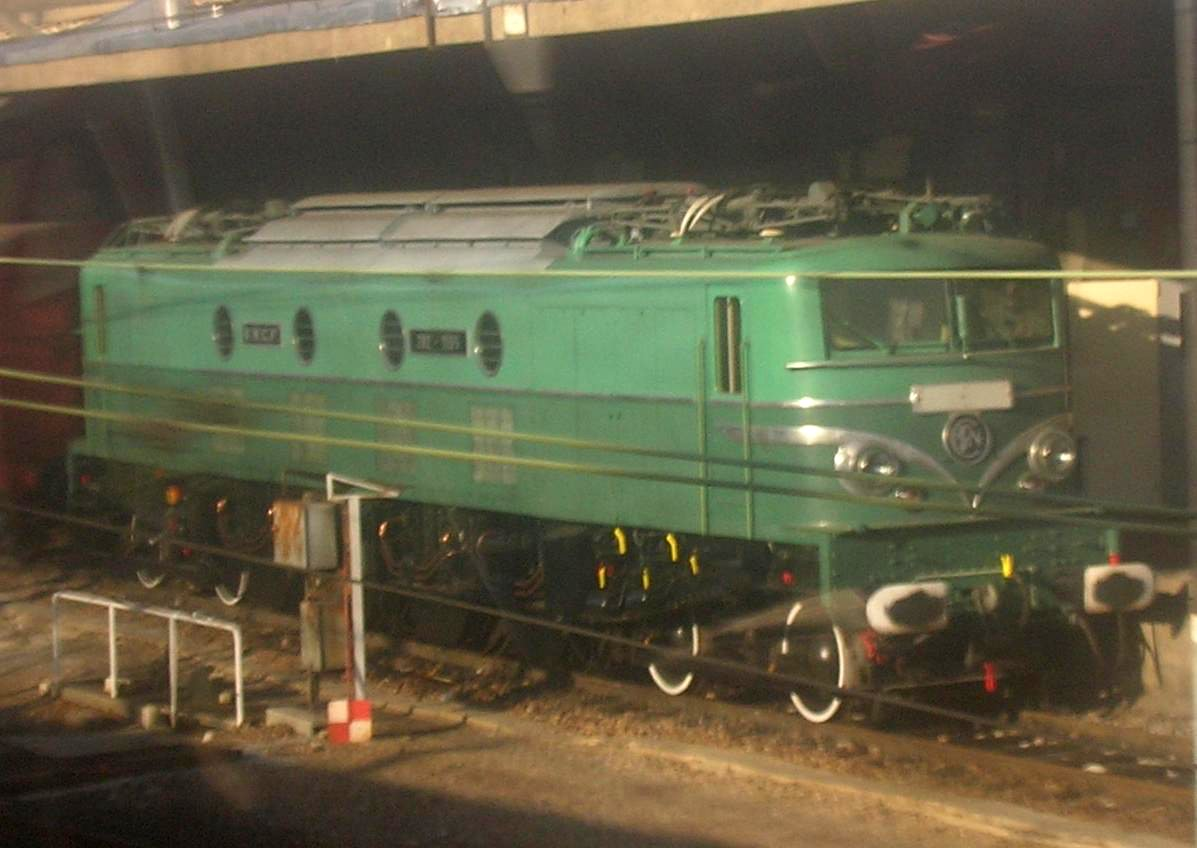
EF58 4の塗装の参考とされたSNCFの塗装例。このカラーリングは元来パリ・リヨン・地中海鉄道 (Chemin de Fer de Paris à Lyon et à la Méditerranée:PLM) の機関車塗色を引き継いだものであった。

後述の東海道本線全線電化、および青大将色採用に先立ち、1954年から4・16・18・31号機を用いて塗色試験が行われていた。これらは4両とも初期型（車体載せ替え機）ゆえ当時は主電動機の出力が低かったためか、試験終了後はぶどう色2号に戻された。このうち濃淡緑色の上下2トーンに彩色された4号機は当時のフランス国鉄 (SNCF) の電気機関車の塗色を模したものと言われ、また東海道本線全線電化時の記念切手にも同車が描かれている。
1956年の東海道本線全線電化に際し、特急「つばめ」・「はと」牽引機用として実際に採用されたのは車体が淡緑色（淡緑5号）に下部黄色（黄1号）・台車等の下回りは暗緑色（緑3号）というもので、東京機関区および宮原機関区所属の計25両にこの塗装が施された。これも当時としては斬新であり、同系の淡緑色単色（屋根部銀色）とされた客車ともども「青大将」と呼ばれた。
「青大将」塗装対象車
37・38・41・44 - 47・49・52・55・57 - 59・63・64・66・68・70・86・89・90・95・99・100・140
1960年に、「つばめ」・「はと」の2列車が151系電車に置き換えられた後は、順次元のぶどう色2号に戻された。ちなみに青大将色と、ほぼ入れ替わりに登場した寝台特急牽引機塗色（下記）の双方が施工された車両はない。
93号機は廃車後に大宮総合車両センターに保存されたのち同所にて青大将色に塗装され、一時期体験運転等のイベントに使用されたが、現役時代に同塗色で使用されたことはない。
このほか、1957年には列車無線の試験が「つばめ」・「はと」で行われ、対象となった44・49・52・68・70・86・89には運転室屋上にT字型の無線アンテナが取り付けられた。アンテナや機器はその後ぶどう色への塗色変更までに撤去されている。

### 寝台特急色
1960年以降、寝台特急牽引機として20系客車対応の装備を施した東京機関区および宮原機関区所属の計20両は青に下部クリーム色塗色となった（ブルートレイン牽引の項も参照）。1964年以降は東海道・山陽本線の寝台特急がEF60形500番台に置き換えられたことにより順次ぶどう色2号に変更され、東北本線の「はくつる」牽引で1965年まで使用された東京機関区所属車もその後新型直流電機標準色（下記）に変更された。
「寝台特急色」塗装対象車
92・97・101・114 - 117・119・122 - 124・128・138・139・142 - 144・148・149・154

### 新型直流電機標準色
1965年以降、後述の60・61号機を除く全車が新型直流電機標準色の青（青15号）に前面下部クリーム色（クリーム1号）に順次変更された。EF58形は機構的には旧型に属するが、高速性能に優れているため、警戒を促す意味を持たせたためである。

### ぶどう色復活版
1984年8月になって89号機がぶどう色2号とされ、1999年に廃車されるまでぶどう色2号で使用され、その後の大宮工場での保管時に一旦は標準色で公開されたが、鉄道博物館収蔵決定時に四たびぶどう色2号となり展示されることとなった。また、150号機がJR化直前に車籍復活する際、ぶどう色2号塗装とされた（京都鉄道博物館収蔵時に一般色に塗色変更）ほか、同時期に車籍復活した122号機も1992年以降ぶどう色2号とされている。なお、172号機は1982年の栃木県植樹祭のお召し列車牽引（宇都宮〜日光間）の際にぶどう色2号への変更が指示されていたが、結局ブルーの標準色のまま出場し装飾を施して牽引に当たった。1号編成を訓練運転以外で、60・61号機以外のEF58が正式なお召列車牽引指定機としてお召し列車を牽引したのはこれが唯一である。

## 運用の推移
1960年以降、昼行の特急・急行列車の分野で電車列車が台頭してくると、本形式は夜行列車を主な運用とするようになった。ブルートレイン牽引の本格的後継機であるEF65形500番台（P形）が登場した後も、寝台列車運用には盛んに用いられた。
最高許容速度こそEF65形に僅かに劣った（EF58形=100 km/h, EF65形=110 km/h）が、全界磁定格速度では著しく勝っており（EF58=68.0 km/h, EF65=45.0 km/h）、平坦線での高速域に限ればその牽引力はEF65形とも大差なかった。「特急形」とされたEF65-500, -1000にしても一般形と主電動機出力や歯車比が異なる訳ではなく、20系客車および10000系貨車をけん引するためのブレーキがついているだけのことである。したがって110 km/h運転が可能な区間の少ない路線や急行列車以下で主力だった旧形客車の牽引（最高速度95 km/h）では、1970年代に至っても十分に実用機たり得た。なお、1950年代中期の速度試験でEF58形は123 km/hの最高速度に到達してもいるが、営業運転ではそこまでの高速は出さなかった。
1960年代以降の国鉄は、高出力で貨客両用として用いることのできる新系列電気機関車を大量増備したが、これらは貨物列車牽引機としての牽引力をも満たす汎用性を重視したため、高速性能は必ずしも十分に高くなく、旅客列車の高速牽引能力においてEF58形を上回るものはなかった。日本で「旅客列車牽引のみ」を念頭に、高速性能最重視で設計された機関車は、EF58形以降量産されていない。「貨物列車牽引」を含めても国鉄形ではEF66形が該当するのみである。高速旅客列車対応形式としてはEF61形0番台が存在するものの、本形式の補完用として18両が新製されたが、駆動機構や車体構造に問題が多かったことから製造が中止され、EF58形より先に運用を終了している。
新性能世代で本形式と同等の高速性能を備えた機関車の出現は、1968年（昭和43年）から量産されたEF66形まで待たなければならなかった。しかし、EF66形にしてもその開発目的は「重量・高速貨物列車(特急貨物)の牽引」であり、国鉄末期に至ってようやく寝台特急運用に充当されるまでは貨物列車専用機であった。
また、新系列の直流電気機関車でも多数派であるEF60形とEF65形は、一般形客車牽引に必要な暖房供給装置、つまり暖房用蒸気発生ボイラーや電気暖房用電源を搭載しておらず、1980年代初頭まで主要幹線で運行されていた旧形客車の暖房サービスの見地から、本形式を用いる必然性もあったのである。
それでも1978年（昭和53年）以降は老朽化が顕著となって廃車が生じ、国鉄末期の荷物列車牽引運用を最後に、ほとんどが廃車された。荷物列車運用で重用された背景にも、暖房供給能力と高速性能の両立というEF58形の特性が存在していた。東海道・山陽本線の定期列車からはEF62形に置き換える形で1984年（昭和59年）3月に撤退、1985年（昭和60年）3月には東北本線の定期列車から撤退し、最後まで残った紀勢本線の定期列車も1986年（昭和61年）3月に撤退した。
しかしその後も、臨時列車などに僅かに運用例が見られた。JRに引き継がれたうちの89号、122号、157号は動態保存機（詳細は下記参照）であったが、しばしばEF64形・EF65形の代替車として運用された。牽引対象は主に12系客車・14系客車・24系客車、またカヤ21形を使用する20系客車で、EF58形の暖房設備は必要なかったが、長大編成の臨時列車が客車で運転されることは稀となっていたため、EF58形でも性能的に充分なことと、ファンサービスを目的としたことによる充当である。また、東日本旅客鉄道（JR東日本）の水戸運転所にスロ81系和式客車1編成が継承されたが、冬季は暖房用電源の外部供給が必要だったため、同編成が直流電化区間で運用される際には、89号が充当されることが多かった。また、同社が所有していたジョイフルトレイン『サロンエクスプレス東京』も14系のため、機関車の暖房装置は不要であったが、準指定機（特に61号機）であった。

### ブルートレイン牽引
1958年（昭和33年）10月ダイヤ改正で、後に「ブルートレイン」と呼ばれることになる特急列車用固定編成客車20系が東京 - 博多間の特急「あさかぜ」で使用を開始し、牽引機に本形式が使用された。当時においては戦後新製された唯一の旅客列車用大型機関車で、かつ、特急牽引機として既に実績を有していたことが主たる理由である。
1960年（昭和35年）には、架線電源式の電動発電機 (MG) を搭載したカニ22形が20系編成に組み込まれたこともあって本形式の一部に20系牽引の対応がなされ、先台車に20系乗務員室との有線電話回路・カニ22形の遠隔操作用回路を備えたジャンパ栓が設置された。外部塗色は従来のぶどう色2号塗装から20系に揃えた青塗装（青15号）に変更され、車体裾部のみをアクセントとしてクリーム色（クリーム1号）、台車は初期の20系客車に合わせた灰色（灰色2号、後に黒色に変更）とした。車両番号の変更は行われず、後継形式のEF60形500番台やEF65形500・1000番台のような明確な番台区分は行われなかった。本形式に備えられたカニ22形の遠隔操作装置は以下のような操作を行えたほか、給電の不良や電源車の火災に備えた警報器も有しており、非常時にはパンタグラフの緊急降下といった操作を行えるようになっていた。
- カニ22形のパンタグラフ昇降・MG起動と停止
- MGの通常使用時と冷房使用時での負荷切替
- 給電接触器の投入

なお、同じように20系客車用のジャンパ栓を備えたEF60形500番台やEF65形500・1000番台ではカニ22形のMG遠隔操作関連が省略され、非常用のパンタグラフ降下・MG停止と連絡電話回路のみとなっただけでなく、本形式が備えた20系客車用ジャンパ栓も1960年代の特急運用撤退後は使われることがなくなり、1970年代以降のP形改造や電気暖房改造に伴う先台車改造に際して撤去した例もあった。
本形式が九州特急を牽引する際の最大の問題は、山陽本線上り列車での難所である瀬野 - 八本松間（通称「瀬野八」）において単機では登坂力不足のため、EF59形などの補機を必要とすることだった。これを解消すると同時に、20系客車の編成増強（14両→15両編成化）を図るため、1963年（昭和38年）12月からEF60形500番台への置き換えが始まった。だが、一般貨物列車での大きな牽引力確保を重視してEF15形と大差ない高速特性しか持たないEF60形は、高速の特急列車牽引には不向きで、高速巡航可能な本形式と同等のダイヤを維持することが難しく、故障や遅延を頻発させた。
1964年（昭和39年）10月、東北方面初のブルートレインとして「はくつる」が運転を開始し、上野 - 黒磯間の牽引に東京機関区の本形式が使用された。当該運用は1965年（昭和40年）に宇都宮運転所所属の本形式へ移管、さらに1968年10月ダイヤ改正で583系電車が投入されたことによって終了し、本形式は一時的に特急列車牽引の運用から撤退した。
1965年（昭和40年）以降、東海道・山陽ブルートレインはEF60形に代わりEF65形500番台を主として使用してきたが、1972年（昭和47年）以降から関西発着のブルートレイン（「あかつき」「彗星」「日本海」「つるぎ」）に際しては下関運転所・広島機関区（「あかつき」「彗星」・新大阪 - 下関間の一部）、米原機関区（「日本海」「つるぎ」・大阪 - 米原間と「あかつき」「彗星」の一部）各所属の本形式が牽引に充てられた。これは1960年代中期以降の度重なる同区間のブルートレイン増発でEF65P・F形が不足気味になっていたこと、貨物列車増発のために山陽本線では並行ダイヤを組まざるを得ず、速度を110 km/hから95 km/hに引き下げたことが一因として挙げられる。
本形式はこの時点で青色+クリーム色の標準塗色になっていたが、該当する車両は既にブレーキを改造済であった20系に対応すべく空気関連装備を改造（元空気溜め管ホースの増設）し、P形と称したが、車番については変更されず、原番号のままであった。
20系特急牽引指定機はP形化工事を受けて運用に就いたが、「あかつき」「彗星」の14系・24系使用列車についてはP形の配置がなかった宮原機関区も担当した。
また、1975年（昭和50年）3月のダイヤ改正で東京 - 大阪・紀伊勝浦間「銀河1号」・「紀伊」、上野 - 盛岡間の寝台急行「北星」、上野 - 金沢間の寝台急行「北陸」、新大阪 - 下関間「音戸」が特急に格上げされ（「銀河1号」は「いなば」、「音戸」は「安芸」に改称）、九州ブルートレインから転用された20系客車（ただし「いなば」「紀伊」は14系客車）に置き換えられることになったが、牽引機には急行時代から引き続いて浜松機関区（「いなば」「紀伊」・東京 - 京都間。14系のためP形非改造）、宇都宮運転所（「北星」・上野 - 黒磯間）、長岡運転所（「北陸」・上野 - 長岡間）、広島機関区（「安芸」・新大阪 - 下関間）各所属の本形式が充てられた。その一方で、「日本海」「つるぎ」が湖西線経由となったため、両列車の運用を終了した。
1984年（昭和59年）に紀勢本線の客車運用が12系客車に置き換えられた際、同線で使用する本形式にも同様のP形化改造が施工された。これはカーブの多い同線で12系客車の空気ばね台車に空気を充分に供給するための措置である。
P形改造車
35・36・38・39・42・50・62 - 66・69・71・74・77 - 82・84・85・96・99・103 - 105・107・110 - 119・139・147・149・170
客車が次第に14・24系化されるに伴い、牽引機関車を問わないこれら客車の牽引についてはP形以外の車両も使用された。
1975年（昭和50年）3月のダイヤ改正以後、関西発着ブルートレインにおいて、1978年（昭和53年）に「安芸」が廃止、「あかつき」「彗星」「明星」が1979年（昭和54年）7月にEF65形1000番台に置き換えられ、東京・上野口でも1978年（昭和53年）に「北星」がEF65形1000番台に（同時に客車も14系に置き換え）、1980年（昭和55年）10月には「出雲3・2号（元「いなば」）」「紀伊」と「北陸」がEF65形1000番台とEF64形にそれぞれ置き換えられ、EF58形の定期特急牽引仕業はここに終了した。
急行列車に転用された20系客車の牽引にも使用された。「銀河」（東京 - 大阪間）では1976年（昭和50年）の20系投入以降も引き続き本形式が牽引し、1980年（昭和55年）10月まで使用されたほか、1970年代後期からは「天の川」（上野 - 秋田間）の上野 - 新潟間を牽引し、EF64形1000番台が増備されるまで用いられた他、「新星」（上野 - 仙台間）の上野 - 黒磯間を、1982年（昭和57年）11月に列車自体が廃止されるまで牽引していたが、同列車は20系化直後の数か月間、定期運用離脱直前のEF57形と共通運用で牽引した。また、この時から「津軽」（上野 - 青森間）に20系が投入され、上野 - 黒磯間で本形式が牽引したが、1983年（昭和58年）7月には混雑緩和のため季節運転の「おが」（上野 - 秋田間）と編成を交換して14系化、1984年（昭和59年）2月からは上り列車のみ本形式の牽引となり、1985年（昭和60年）3月にはEF65形1000番台に置き換えられた。急行に転用された20系客車の場合、荷物・電源車カニ21形の荷物室を潰して大型エアコンプレッサーを搭載したカヤ21形を充当したため、P形改修機でなくとも運用に支障はなくなった。

### 貨物列車牽引機としての運用

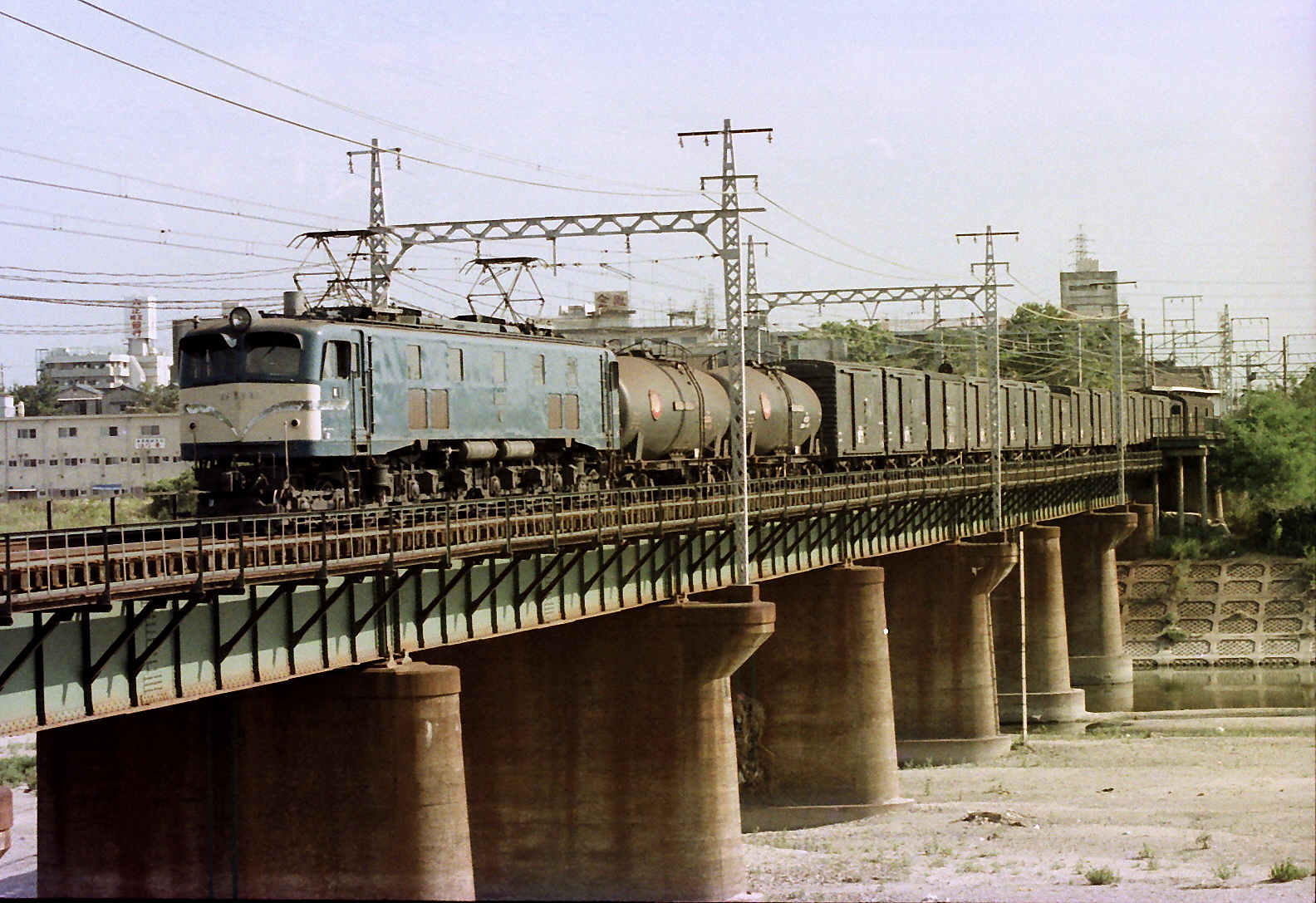
阪和線での貨物列車牽引（1978年、杉本町 - 浅香間）

旅客列車の牽引に活躍したEF58形だが、阪和線では例外的に貨物列車を牽引する運用も見られた。大都市圏の通勤路線である阪和線では、貨物列車も、通勤用の電車列車の合間を縫って高速で走行する必要があったため、高速性能を買われたEF58形が貨物列車牽引の任に当てられたものである。

## JR承継機
国鉄民営化時には61号機と89号機が東日本旅客鉄道（JR東日本）に、122号機が東海旅客鉄道（JR東海）に、150号機が西日本旅客鉄道（JR西日本）に引き継がれ、1988年にはJR東海が国鉄清算事業団から157号機を購入し車籍復活させた。この5両が動態保存機としてイベント列車などに使用されてきたが、老朽化や客車列車の廃止に伴う機関車運用の減少により2011年までに全車が運用を離脱。最後まで車籍を有していた61号機も2023年5月をもって除籍された。

### EF58 61

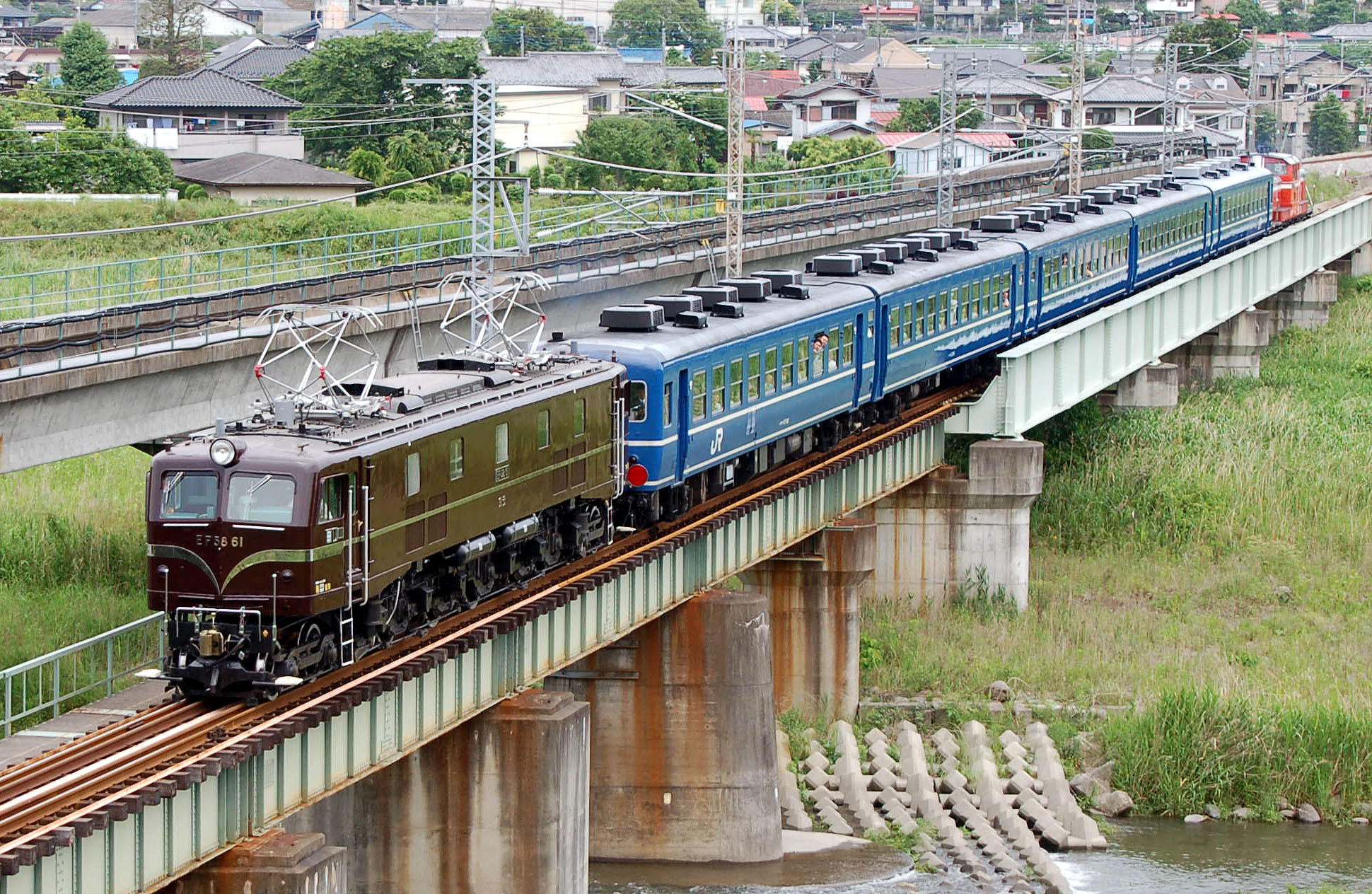
団体専用列車として12系を牽引する61号機

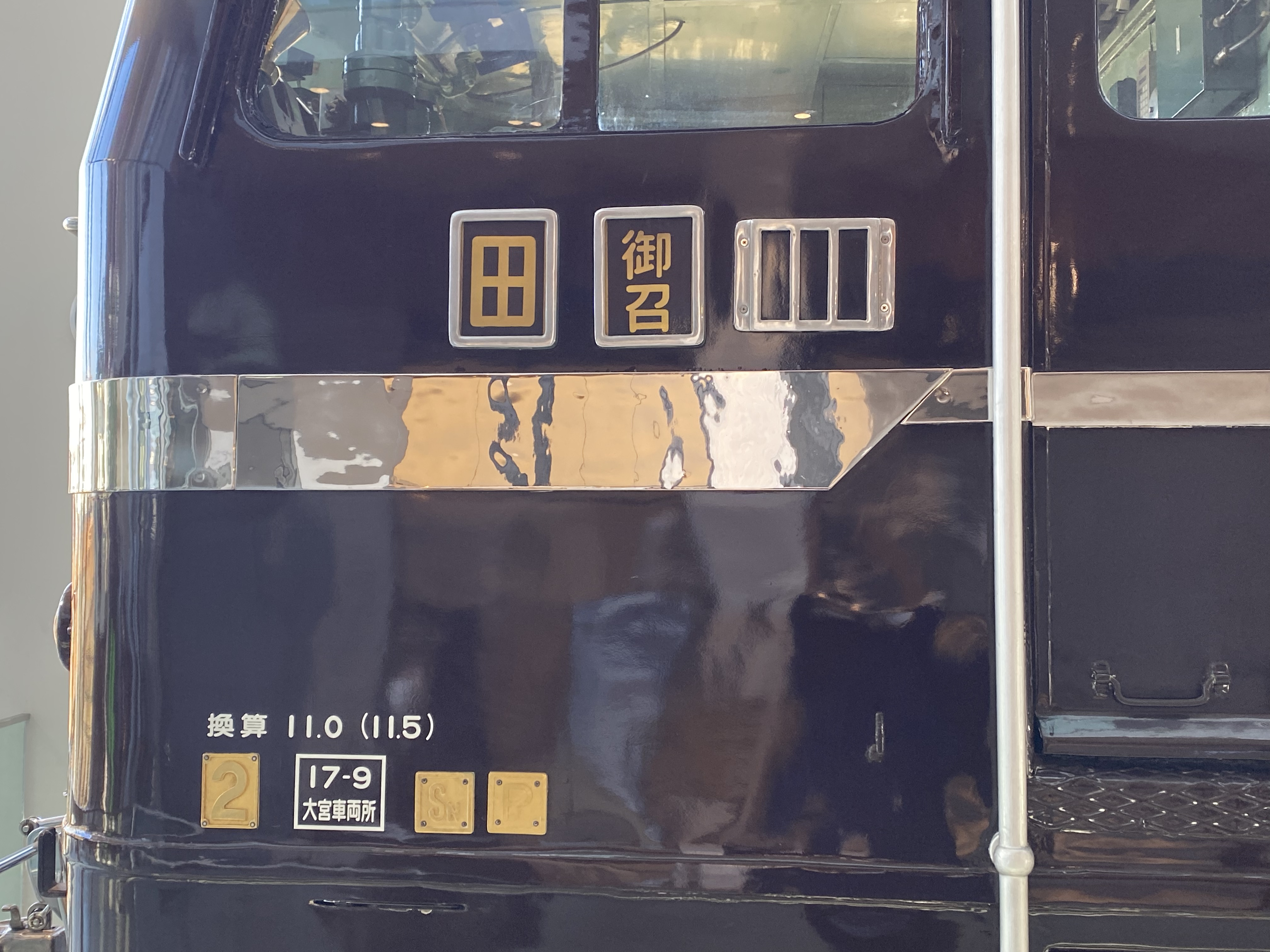
EF5861鉄道博物館収蔵　区名札　仕業札

国鉄時代および構造上の詳細は上記#お召し列車牽引指定機（60・61）を参照。
国鉄時代の1980年代以降は新幹線網や航空機の発達により速達化が図られたため、直流電化区間における61による1号編成の牽引回数も減ってきたこともあり、「お召列車けん引指定機」という来歴を買われ、NIOE（ノスタルジー・イスタンブール・オリエント急行）を使用した「オリエントエクスプレス88」などのイベント・団体臨時列車の牽引機にも多く用いられてきた。2004年に全般検査を終えてからも多くのイベント列車で運用され、特に2006年には10列車以上の牽引に充当された。2008年までは稼働可能状態で保持されていた。
平成に入ってからはお召し列車の運転回数も極端に減少し、21世紀に入り本来牽引すべき御料車の一号編成客車ともども老朽化が進行していたため、平成時代に入ってから61がお召し列車の牽引に用いられたのは国賓接遇の為の延べ4回（往復はそれぞれ片道を1回とする）だけである。そして、速達化と老朽置き換えを目的として2007年に一号編成の後継車両となる電車形式のハイグレード車両（E655系電車）と特別車両（E655-1）が落成したことにより61と1号編成客車の本来の役目を譲る形で、お召し列車牽引活動に終止符を打った。
2008年に行われた台車検査Bでは、主台枠に経年劣化による金属疲労で亀裂が生じているのが発見され、単独走行は出来るものの車両を牽引しての運転が不可能となる。JR東日本はこれらの事情や社内管轄における牽引する客車の在籍状況などから、同年秋に61号機は修復を行わないことを決定し、検査継続をせずに車籍を有したままで現役を退いた。
その後は保留車として田端運転所に車籍を残したまま東京総合車両センター（旧・大井工場）内のお召し車両保管庫（通称　御料車庫）内にて、現在保存されている歴代の皇室用客車とともに厳重に保管されていた。同センターの一般公開時には屋外展示されることもあり、2018年8月の一般公開では事前の告知なしに展示された。
2022年（令和4年）に東京総合車両センターから大宮総合車両センターに陸送され、大宮総合車両センターでの整備が行われた。
その後、鉄道博物館へ搬入され、10月30日より常設展示されている。
なお、東京総合車両センター搬送時に大宮車両所において施工された全般検査時の表記に変更され、足回りを磨き上げた状態（保護のためクリアコーティングが施工されている）で輸送が行われた。
展示に当たっては、JR東日本から鉄道博物館への「寄託」とされ、常設展示開始後も休車扱いとして尾久車両センターに車籍を有していたが、2023年5月31日に廃車された。

### EF58 89

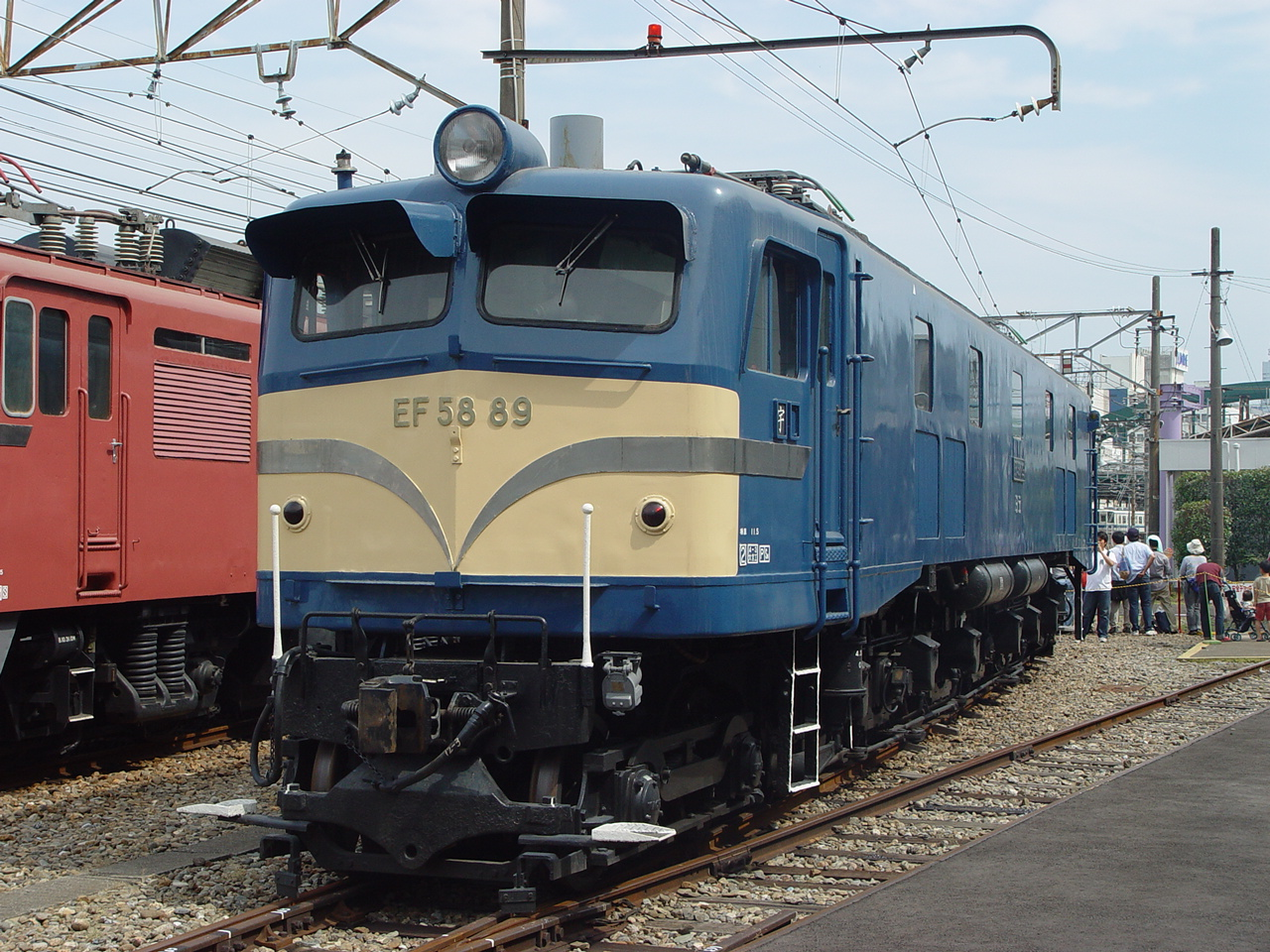
一般色に塗り替えられ大宮工場で保管されていたころの89号機。（2004年5月29日）

1984年に廃車予定機として大宮工場に取り込まれたものの、つらら切り装備であったため一転して全般検査が施され、茶色に塗り替えられ動態保存機となった。JR東日本に引き継がれ、EF58 61とともに主にイベント列車や団体臨時列車に使用された。もと高崎・上越・東北本線用で、国鉄時代につらら切り装備に加え電気暖房化改造も行われており、JR発足後の初期は「ふれあい」の牽引にも使用された。
経年劣化に伴う故障のため1999年10月に廃車となった。廃車後、茶色から一般色に塗り替えられ、大宮総合車両センターで保管されていたが、2007年10月14日にさいたま市大宮区に開館した鉄道博物館に移され、展示されている。この展示にあわせて、再び茶色塗装へ戻された。内部は現役最終期のままで、運転室内のATS-P型等の追加機器もそのままで展示されている。
なお、当機は1956年から1960年まで「青大将色」が施されたうち鷹取工場における塗装変更第1号であり、東海道本線全線電化による上り1番列車「つばめ」を牽引した機関車でもあった。

### EF58 122

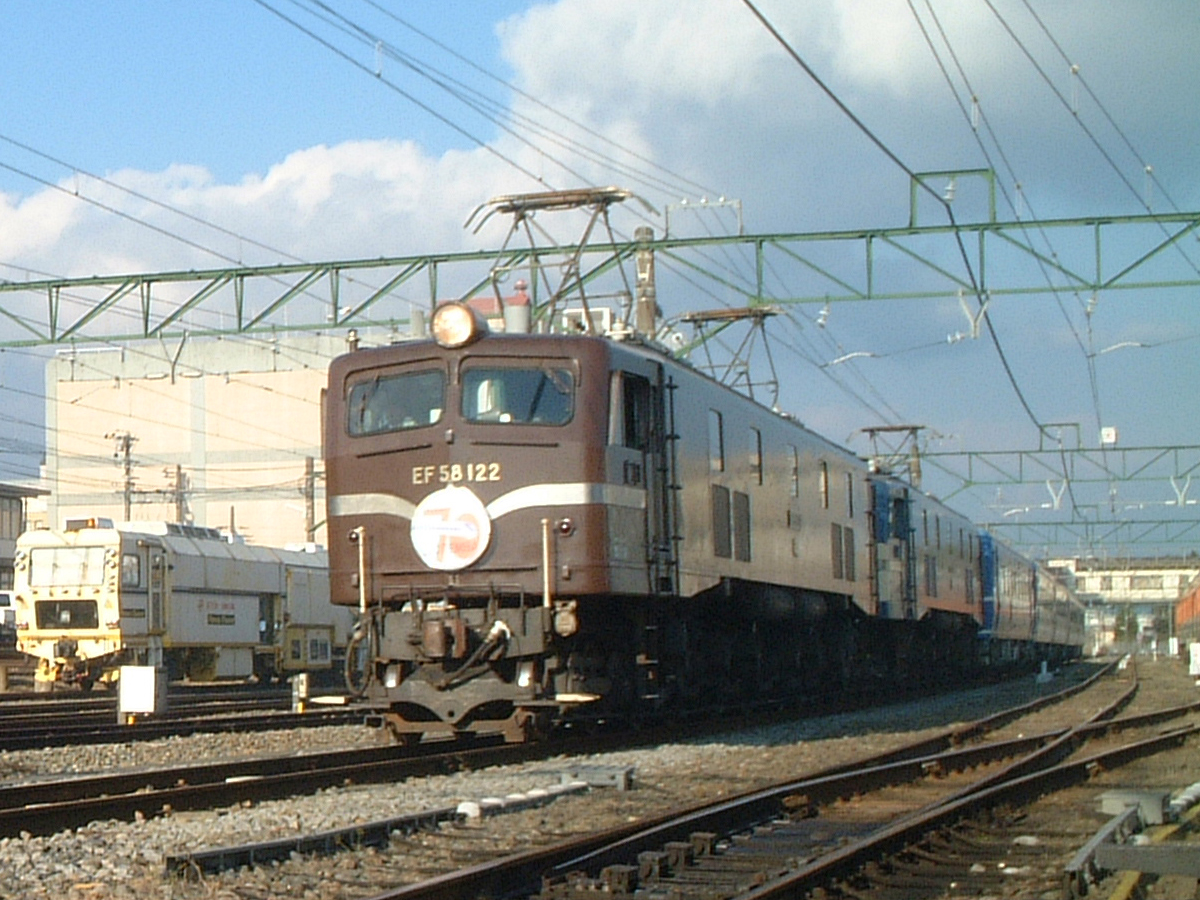
122号機と157号機の重連で牽引される「御殿場線開通70周年記念号」（2004年11月21日）

イベント用としてJR発足直前に宇都宮から静岡へ転属後、JR東海に引き継がれ、各種イベント列車や飯田線のトロッコ列車「トロッコファミリー」の牽引に使用された。JR東海に引き継がれた当初は一般色であったが、のちに茶色に変更された。また国鉄時代に電気暖房化改造が行われており、JR東海に引き継がれた後、電気暖房の機能はそのまま残されたが、電暖表示灯は撤去された。
「トロッコファミリー」の運転終了に伴い、2006年5月に2種休車となり、その後は浜松工場でED18 2とともに保存され、イベントの際に展示されていたが、2009年1月にその後引退した僚機157号機の茶色への変更とともに同工場で解体された。
なお、当機は1960年から1965年まで寝台特急色が施されたうちの1両でもあった。

### EF58 150

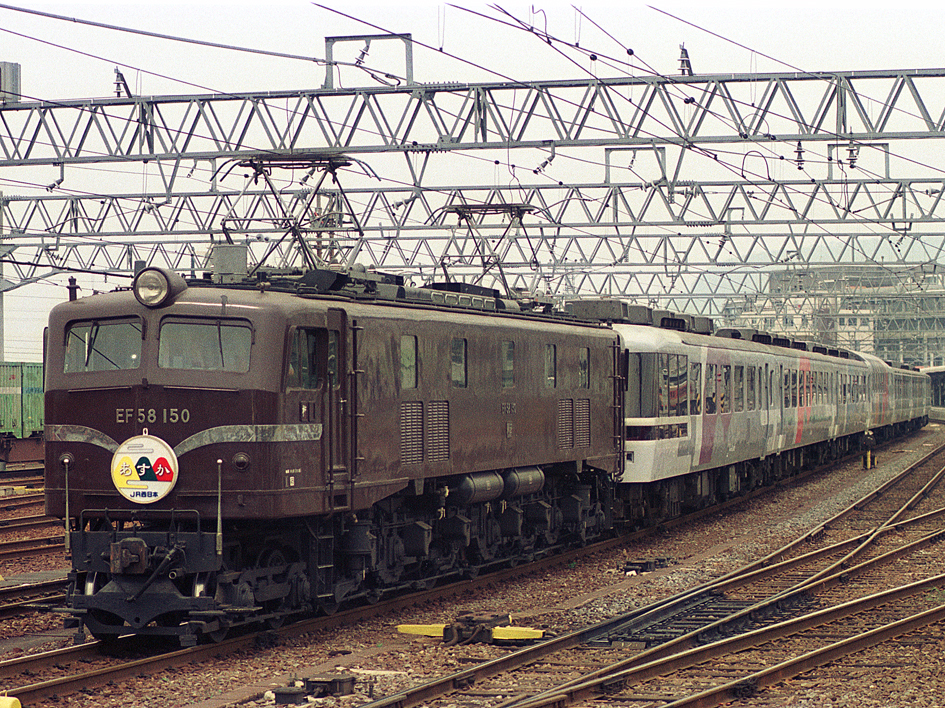
150号機牽引 あすか（1988年、高松駅）

長年にわたり宮原機関区に所属し東海道・山陽本線で使用された。1985年に運用を離脱、1986年廃車になったが、翌1987年に車籍が復活し、そのままJR西日本へ承継され、梅小路運転区のち宮原総合運転所配置となる。復活した際に車体色が茶色に変更された。イベント列車として瀬戸大橋を通過して四国旅客鉄道（JR四国）に乗り入れた実績があり、本州以外の路線を走行したことがある唯一のEF58形である。
映画やテレビドラマのロケにも使用され、2006年には映画『旅の贈りもの 0:00発』（後述）に、2007年にはテレビ朝日系列のドラマ『松本清張 点と線』にも使用された。
2000年代に入ってからは本線を走行する機会が少なくなり、2009年を最後に本線での自力走行実績がないまま2011年10月31日付で車籍抹消となった。車籍抹消後は2015年に一般色に戻され、そして同年3月20日に国鉄EF65形電気機関車1号機、オロネ24 4とともに宮原から梅小路蒸気機関車館に回送され、その後は2016年4月29日に開館した京都鉄道博物館のトワイライトプラザに保存展示されている。

### EF58 157

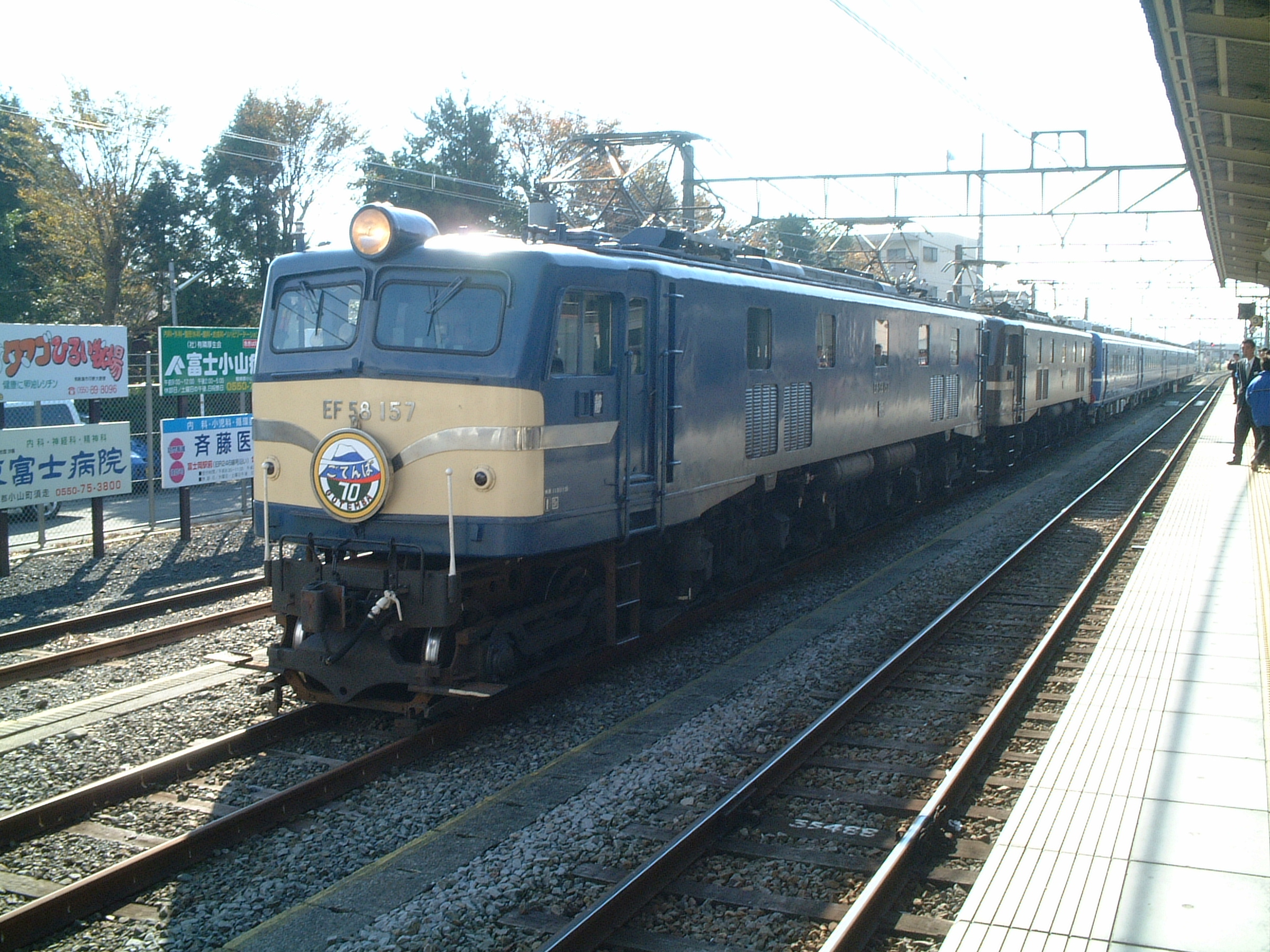
157号機と122号機の重連で牽引される「御殿場線開通70周年記念号」（2004年11月21日）

国鉄時代の1985年に廃車となり日本国有鉄道清算事業団の所有となっていたが、122号機の予備や、静岡地区生え抜きの車両であることなどのいきさつから、1988年にJR東海が購入し、車籍復活した。その後は国鉄末期の青ベースの一般色のまま122号機とともに「トロッコファミリー号」や各種イベント列車の牽引に使用された。
122号機の運用離脱後も飯田線や東海道本線のレール運搬列車などに充当されたものの、2007年11月に運用を終え、浜松工場で122号機、ED18 2とともに保管されていたが、2008年3月31日付で除籍された。その後は、2011年に開館した「リニア・鉄道館」で展示されている。保存に向け、塗装を製造当初の茶色に変更し、前面窓や冷却風取入れ口とワイパー等も含めそれぞれ外観はほぼ新製当時の原形に近い姿に復元された。
なお、122号機が茶色となってからは、当機はJR発足後のEF58形動態保存機の中で唯一の一般色機となっていた。
また、1992年に飯田線と名鉄名古屋本線の共用区間内でパンタグラフを破損して故障した名鉄1000系+1200系の1016Fの救援機で、最初で最後の豊橋駅3番線に入線した。

## 保存車両
一般公開されている静態保存機を以下の表に示す。
| 画像 | 番号     | 所在地                                                               | 備考 |
| ---- | -------- | -------------------------------------------------------------------- | --- |
|      | EF58 61  | 埼玉県さいたま市大宮区大成町3丁目47 鉄道博物館                       | 上記参照 |
|      | EF58 89  | 同上                                                                 | 上記参照 |
|      | EF58 144 | 栃木県那須郡那須町高久乙24-2 レストラン蒸氣汽関車 ※前頭部のみ        | 第2エンド側の前頭部が店舗前に設置されている。 |
|      | EF58 150 | 京都府京都市下京区観喜寺町 京都鉄道博物館                            | 旧動態保存機（上記参照） |
|      | EF58 154 | 埼玉県さいたま市大宮区錦町 JR東日本 大宮総合車両センター ※前頭部のみ | 青大将色に塗り替えられ、EF15 168の前頭部と並べて保存されている。歩道に面した場所に設置されており、常時見学することが可能である。2024年にEF15と共に塗装が塗り直され、青とクリーム色の「ブルートレイン色」に塗装された。 |
|      | EF58 157 | 愛知県名古屋市港区金城ふ頭3丁目2-2 リニア・鉄道館                    | 旧動態保存機（上記参照） |
|      | EF58 172 | 群馬県安中市松井田町横川 碓氷峠鉄道文化むら                          | 1982年5月21日に日光線でお召し列車を牽引した（上記参照）。 |

以下は現在個人所有、非公開など（すべて前頭部のみ）
- EF58 36 - 側面7枚窓機で、2023年12月現在は113号機とともに都内の個人宅（非公開）で保存されている。
  - 広島県内で個人保存されていたが、保存状態は悪く朽ちるがままであった。2013年10月に金沢貨物ターミナル駅に移動し、補修がなされた[47]。
- EF58 42 - 2023年12月現在は金沢貨物ターミナル駅にて保管されている[48]。
  - JR西日本鷹取工場内で台車付きで保存されていたが、同工場の移転に伴い大阪府内の企業に譲渡され展示されていた。2013年に搬出。
- EF58 111 - 前頭部のみが個人（場所は非公開）に引き取られて現存している事が2017年8月に判明[49]。それまでは現存している事が知られていなかった。
- EF58 113 - 2023年12月現在は36号機とともに都内の個人宅（非公開）で保存されている。
  - JR貨物広島車両所内にて保存されていたが、2013年6月に金沢貨物ターミナル駅に移動し、補修がなされた[50]。
- EF58 144 - 1エンド側も切り取られており、さいたま市内の企業が所有する。

以下は解体済み
- EF58 65 - 1980年宇都宮運転所で廃車後関東鉄道学園の教材として使用されていたが、閉校後1987年に大宮工場へ移動。1998年ごろ解体。広島工場形つらら切りを装備した保管車として知られていたが、大宮工場移動のころには飾りひげの欠落やガラス破損など状態が極めて悪かった。
- EF58 66 - 61号機とともに前面ガラスが製造時の大型・パテ仕上げのまま残り、最後はシールドビームやP形改造が行われて紀勢線で使われた。晩年は前照灯が白熱灯1灯に戻され、1986年ごろの廃車後奈良電車区で保存され、1988年に開催された「なら・シルクロード博覧会」の期間には奈良駅構内で展示されていたこともあったが、1996年3月に解体された[51]。
- EF58 91 - 1984年に下関運転所で廃車後、翌年に特急色（ブルトレ塗装）に塗り替えられ客車3両とともに恵比寿駅前のサッポロビール恵比寿工場敷地に設置され、レストラン「ビヤステーション恵比寿」として使用されていたが、1989年10月31日に再開発により営業を停止し、1990年に恵比寿工場敷地内で解体された[52]。
- EF58 93 - 前述のように、1985年に廃車後、青大将色に塗り替えられ、大宮総合車両センターにて保存されていたが、2016年11月29・30日に解体された[53]。
- EF58 122 - 旧動態保存機（上記参照）。
- EF58 125 - 廃車後、JR東日本大宮工場に取り込まれた状態で保管されていた。同じく大宮工場で保存された93号機と違い、他の現役機に部品を供給して、手すりが欠品となるなど、保存車とは言えない状態であった。のちに塗装を茶色に塗り替えるなどの整備が行われ、工場公開の際に展示されたりしたが、結局2001年に解体された。

## 登場作品
1974に公開されたアニメ映画きかんしゃやえもん D51の大冒険ではこの機関車をモデルにしたゴン太という名前のキャラクターが登場している。